# Condado de Echauz
El Condado de Echauz es un título nobiliario español, relacionado con la Corona de Navarra, que el rey Carlos III otorgó, el 12 de diciembre de 1784 a favor de José Manuel de Acedo y Jiménez de Loyola, también conocido como  José Manuel de Acedo y Echauz, poseedor de los mayorazgos de Loyola, Acedo, con su palacio y torre. Así mismo, señor de Riocavado y los señoríos pertenecientes a este mayorazgo.
José Manuel de Acedo y Jiménez de Loyola, era hijo de Diego de Acedo y Alaiza, poseedor del mayorazgo y señorío del palacio y torre de Acedo en el Reino de Navarra, y de su esposa Teresa María Jiménez de Loyola y Álvarez de Arellano, poseedora del mayorazgo de Riocavado y heredera de los Echauz, al ser ésta, sobrina biznieta de Martín de Echauz y Velasco, I Conde de Riocavado. 
Dado que el I Conde de Riocavado murió sin sucesión, la rama agnada de los Echauz se extinguió. Ningún sucesor de Manuel de Echauz y Velasco, usó el título de Conde de Riocavado, aunque fueron heredando el mayorazgo y sus señoríos hasta que el mayorazgo recayó en José Manuel de Acedo y Jiménez de Loyola, al que le fue concedido el título de conde de Echauz.
Posteriormente, el título se incorporó a la casa de Castro-Terreño, siendo la IV condesa de Echauz también, duquesa de Castro-Terreño, marquesa de Montehermoso, condesa de Triviana, etc. A los condes de Echauz se le concedió la G.E., con carácter hereditario el 26 de febrero de 1847 por la reina Isabel II de España.

## Antecesores de los Echauz

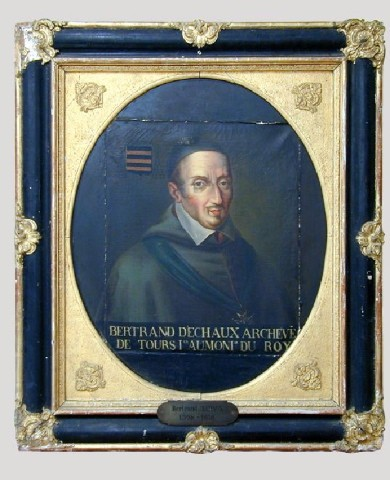
Bertrandt d'Echaux, de Echauz, arzobispo de Tours y capellán de los reyes Enrique IV y Luis XIII. Fue bisnieto de Felipe de Echauz y Beaumont, XVI vizconde de Baigorri, ancestro de los condes de Echauz.

El origen de los condes de Echauz se remonta a los vizcondes de Baigorri, o Baiguer, un linaje feudal, oriundo de Ultrapuertos, en la Baja Navarra, un territorio transpirenaico que se mantuvo segregado del reino pamplonés después de su conquista en 1512 por Fernando II de Aragón. La cuna de los Echauz, esta a primer nivel dentro las familias que formaron parte del sistema feudal establecido durante la Baja Edad Media, que deriva de los duques de Vasconia, basado en soberanías jerárquicas parcialmente absolutas, que posteriormente desarrollaron complejos vasallajes con los Reyes de Navarra, Aragón, Francia, Castilla e Inglaterra.
El vizcondado de Baigorri, se forma durante la Baja Edad Media, alrededor del siglo XI, en los valles de Baigorri, parte del antiguo Reino de Pamplona. El rey Sancho III el Mayor de Pamplona le otorga en 1033 el vizcondado a García Lupo de Etxauz, o García López de Echauz, en su versión castellana, hermano de Íñigo López, señor de Vizcaya, que muy probablemente eran de origen navarro. Del enlace de García Lupo con Jimena Sánchez, a la que algunos autores consideran hija natural del rey Sancho III el Mayor, surge el linaje de los Echauz. La sede del vizcondado fue el castillo de Echauz en Saint-Étienne-de-Baïgorry; precisamente de dicho castillo, se deriva el nombre de la casa. 
La casa de Echauz, llegó a entroncar con ilustres casas nobiliarias del reino de Navarra como los Ezpeleta o los Mencos, e incluso entroncaron con la Casa Real de Navarra, y, por lo tanto con la de Francia. El XV vizconde de Baigorri, Carlos de Echauz, se casó con Margarita de Beaumont, hija de Carlos de Beaumont, de la Casa de Beaumont, y de Ana de Curton. Margarita de Beaumont era nieta de Luis de Navarra, hijo del rey Felipe III de Navarra, de la Casa de Évreux, que es una rama menor de la dinastía de los Capetos.
Los vizcondes de Baigorri conformaron una serie de nobles de notable influencia durante el siglo XV, participando en la inestable situación política en Navarra, que evolucionó en el conflicto entre el bando beaumontes y los agramonteses. Los Echauz afianzaron su poder en la Baja Navarra y en la Guerra Civil de Navarra; a partir del matrimonio del XV vizconde de Baigorri con Margarita de Beaumont, hermana del jefe de los beaumonteses, Luis de Beaumont, I conde de Lerin; apoyaron al bando beaumontes, a favor del Príncipe de Viana, Carlos de Trastámara.
Después de la conquista de la Alta Navarra, por Fernando el Católico, los vizcondes de Baigorry se replegaron. Los Echauz permanecieron fieles a sus legítimos soberanos, la Casa de Foix-Albert, y sus actividades se desviaron hacia Bearne y las tierras de la Baja Navarra.
Su denominación hace referencia al Castillo de Echauz, en el antiguo Reino de Navarra, mismo que, prosperó en territorios del valle de Baigorri, localidad de la antigua Baja Navarra, actualmente perteneciente al departamento francés de Pirineos Atlánticos en la región de Nueva Aquitania. Esto condes de Echauz anteriores fueron integrantes de la reconquista española desde principios del siglo XIII.

## Condes de Echauz
|                         | Titular                                  | Periodo                 | Casa                    |
| Creación por Carlos III | Creación por Carlos III                  | Creación por Carlos III | Creación por Carlos III |
| ----------------------- | ---------------------------------------- | ----------------------- | ----------------------- |
| I                       | José Manuel de Acedo y Jiménez de Loyola | 1784-1786               | Casa de Acedo           |
| II                      | José María de Acedo y Atodo              | 1788-1809               | Casa de Acedo           |
| III                     | María del Pilar de Acedo y Sarriá        | 1809-1867               | Casa de Acedo           |
| IV                      | María Amalia de Aguirre-Zuazo y Acedo    | 1867-1876               | Casa de Montehermoso    |
| V                       | José María de Ezpeleta y Samaniego       | 1876-1919               | Casa de Ezpeleta        |
| VI                      | María de Ezpeleta y Álvarez de Toledo    | 1919-1949               | Casa de Ezpeleta        |
| VII                     | Fernando de Villar-Villamil y Ezpeleta   | 1949-1984               | Casa de Villar-Villamil |
| VIII                    | Blanca de Villar-Villamil y Ezpeleta     | 1984-1993               | Casa de Villar-Villamil |
| IX                      | Carlos Sánchez-Navarro y Villar-Villamil | 1993-2010               | Casa de Sánchez-Navarro |
| X                       | Alfonso Cervantes Sánchez-Navarro        | 2010-actual titular     | Casa de Cervantes       |

## Historia de los Condes de Echauz

### I conde de Echauz
José Manuel de Acedo y Jiménez de Loyola, también conocido como José Manuel de Acedo y Echauz, (11 de agosto de 1721 - 28 de diciembre de 1786), I conde de Echauz, en 1753 desempeñó el cargo de alcalde de Tolosa, cargo que ocupó durante un año. Fue Alférez real de Guardias Españolas, Vizconde de Ríocavado y señor de Loyola, Soto y Garganchón.
Era hijo de Diego de Acedo y Alaiza, señor del Palacio y Torre Acedo, en el valle de Valdorba; y de Teresa María Jiménez de Loyola y Álvarez de Arellano. De su madre heredo los derechos a las posesiones de los Echauz. Otorgó el vizcondado de Ríocavado y se le concedió el condado de Echauz el 12 de diciembre de 1784.

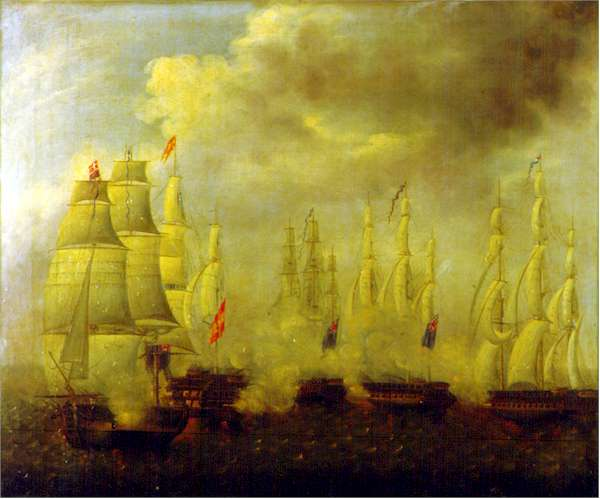
Navío de línea, San Francisco de Asís, durante la batalla de Trafalgar, donde combatió un hijo del I conde de Echauz.

Casó en Tolosa, Guipúzcoa, el 12 de octubre de 1749 con María de Atodo y Zavala (Tolosa, 3 de noviembre de 1728 - 1793) poseedora del mayorazgo y señorío de Atodo. Descendiente de Fermín de Atodo, conde palatino, capitán de los Tercios tolosanos en 1558 y embajador de Felipe II en Roma.

#### Descendencia del I conde de Echauz
- José María de Acedo y Atodo, II conde de Echauz, etc., hijo primogénito y heredero. Sucede a su padre en todos los títulos y como jefe de la casa. Véase II conde de Echauz.
- Ignacio María de Acedo y Atodo (Tolosa, 1759 - Málaga, 28 de noviembre de1833), Marino de la Real Armada Española, desde muy joven mostró un calificativo de sobresaliente en todas sus notas en la Academia, pasó por múltiples puestos y en 1815 fue nombrado capitán de navío. En 1829 fue ascendido a Brigadier de la Real Armada.[14] En 1830 tomó posesión del mando del tercio naval y de la Comandancia de Málaga. Participó a bordo del navío de línea San Francisco de Asís en la batalla de Trafalgar.[15]
- Manuel María de Acedo y Atodo (Tolosa, 4 de abril de 1764 - ?), fue en 1793, como su padre y hermano, alcalde de Tolosa,[12] secretario de la Junta de la Real Sociedad Bascongada de los Amigos del País. Estudió y participó en la administración del Real Seminario de Bergara.[16]
- María Joaquina de Acedo y Atodo, casó en 1771, con José Martín Zabala y Aramburu (Villafranca de Oria, 17 de agosto de 1744 - ?),[17] Señor del Palacio de Zabala en Villafranca de Oria y de las casas de Alzolarás en Cestona y Aburruza en Tolosa, con sus mayorazgos y agregados, fue alcalde de Villafranca en 1771 y Diputado General de Guipúzcoa en 1775,[18] heredero de uno de los principalers linajes de propietarios rurales guipuzcoanos, que tradicionalmente dominaron las instituciones del régimen foral: Juntas Generales y Diputación. Rico hacendado, fue una de las personas más poderosas de la provincia de Guipúzcoa en su época. Fueron padres de Manuel José de Zavala y Acedo, III conde de Villafuerte.[19]

#### Escudo de los Acedo y Echauz
Las armas de los condes de Echauz bajo los Acedo: Cuartelado; en primer y cuarto cuartel; las del señorío de Acedo: en campo de oro, cinco grajos de sable puestos en sotuer (En algunas versiones, picados y menbrados de gules). Incorporan en el segundo y tercer cuartel; el escudo de los Echauz: en campo de plata, tres fajas de azur.

### II conde de Echauz
José María de Acedo y Atodo (Tolosa, Reino de España, 6 de octubre de 1758 - 24 de enero de 1809), II conde de Echauz, señor del palacio y mayorazgo de Acedo,  con asiento y voto en Cortes de Navarra, el mayorazgo de Riocavado, con el señorío de los pueblos de Santa Cruz del Valle Urbión, Riocavado de la Sierra, Soto y Garganchón en la provincia de Burgos, señor del palacio y mayorazgo de Során en Salinas de Léniz y señor del mayorazgo de Doypa en Vitoria. Nació en Palacio de Atodo, como el mayor hijo varón, heredó el condado de Echauz de su padre, además de todas las posesiones y los múltiples mayorazgos. Al igual que su padre, en 1784 fue nombrado Alcalde de Tolosa y Diputado General de la provincia de Guipúzcoa. Fue el primer mayordomo de la Casa de Misericordia de Tolosa, según escritura otorgada el 31 de enero de 1781. Los condes de Echauz trasladaron su residencia a Vitoria. Como buena parte de la nobleza de las vascongadas, de tendencias ilustradas, fue miembro de la Real Sociedad Bascongada de Amigos del País y tuvo una vocación liberal de la cual se influenció su hija. Los Echauz, como el resto de la aristocracia local, tenían modos y modas muy inspiradas en Francia.
Casó en Villafranca de Ordicia, el 20 de abril de 1783, con Luísa María de Sarriá y Villafañe (26 de agosto de 1763 - 1804), IV condesa del Vado, de una familia noble alavesa, que desde hacía muchísimo tiempo tenía el escudo nobiliario de la familia en la capilla del Carmen de la iglesia de San Vicente. Nieta menor de Luis Francisco de Sarriá y Paternina, I conde del Vado, diputado en las Cortes de Navarra por el brazo militar, regidor y procurador general síndico de Vitoria. Se convirtió en la IV condesa del Vado; a la muerte de su hermana, sin sucesión directa. Tuvieron por hija: 

### III condesa de Echauz
'María del Pilar de Acedo y Sarriá' (Tolosa, Reino de España, 10 de marzo de 1784-Bearne, 27 de febrero de 1867), III condesa de Echauz, V condesa del Vado. Nació en el Palacio de Atodo, primogénita del II conde de Echauz, a la muerte de su padre heredó todas las posesiones y títulos familiares; el condado de Echauz y los mayorazgos de Acedo, de Riocavado, Során y Doypa, así como el palacio familiar en Tolosa. Heredó de su familia materna el condado del Vado y los mayorazgos de Sarria y Villafañe en Zamora, por el cual era Pariente Mayor del linaje del Infante Don Juan de Valencia, hijo de Alfonso X el Sabio. Fue una de las personas más relevantes de la España napoléonica, durante el reinado de José I; por su íntima relación con el rey. Durante la Guerra de la Independencia formó parte la de corte de José I que se estableció en Vitoria, País Vasco. El Palacio de Montehermoso, propiedad del esposo de la condesa, se convirtió en la sede del reinado de José I. Ahí se dio una íntima relación con el monarca. La marquesa y José I abandonaron definitivamente España a la víspera de la batalla de Vitoria (21 de junio de 1813), en dirección a Francia, donde se instaló la marquesa hasta su muerte. Murió exiliada en 1867 en el Castillo de Carresse, en la región de Bearne, Francia.
La condesa de Echauz fue conocida por su gran belleza y por ser una mujer culta, que llegó a hablar varios idiomas, como, el francés, inglés e italiano. También escribía versos, pintaba miniaturas y tocaba la guitarra. Se educó en una época, que se caracterizó por una abertura del Despotismo Ilustrado hasta los principios del liberalismo, enormemente influenciada por los nuevos principios políticos de la Revolución francesa, mismos que compartía la llegada y el nuevo orden buscado por Napoleón Bonaparte; estableciendo regímenes parecidos a los de la Revolución francesa, que adoptaron constituciones bastante garantistas. Fue, junto a su marido, miembro de la Real Sociedad Bascongada de Amigos del País, que en pleno siglo XVIII, tenía una vocación reformista e ilustrada.

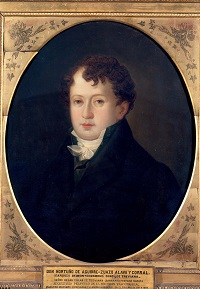
Ortuño de Aguirre-Zuazo y del Corral, VI marqués de Montehermoso, X conde de Triviana, conde consorte de Echauz.

Casó en la iglesia de San Vicente de Vitoria, el 11 de mayo de 1800, con Ortuño María de Aguirre-Zuazo y del Corral, Ortuño María Isidro Ignacio Ramón Nepomuceno Aguirre-Zuazo y del Corral, (Vitoria, Álava, 16 de mayo de 1767 - París, 8 de junio de 1811), VI marqués de Montehermoso y X conde de Triviana. Tataranieto de María Antonia de Salcedo y Chávarri, I marquesa de Montehermoso, aya de infantes reales de España. Podemos decir que este matrimonio por el linaje y cultura de los contrayentes, era el más ilustre e ilustrado de la Vitoria de fines del siglo XVIII y comienzos del XIX. Ortuño de Montehermoso nació en el seno de una ilustre casa nobiliaria alavesa y se formó en un entorno ilustrado y liberal. La casa de Montehermoso pasaba por un momento de apogeo social y económico. A tal punto que el mismo Alexander von Humboldt, resalata de su estancia en Vitoria, la extraordinaria colección de pintura y la biblioteca del Palacio de Montehermoso. En el mismo se formaban tertulias de ilustrados, que dirigía la condesa misma o el marqués, con temas de carácter liberal, anticlerical y contraria a la Inquisición. 

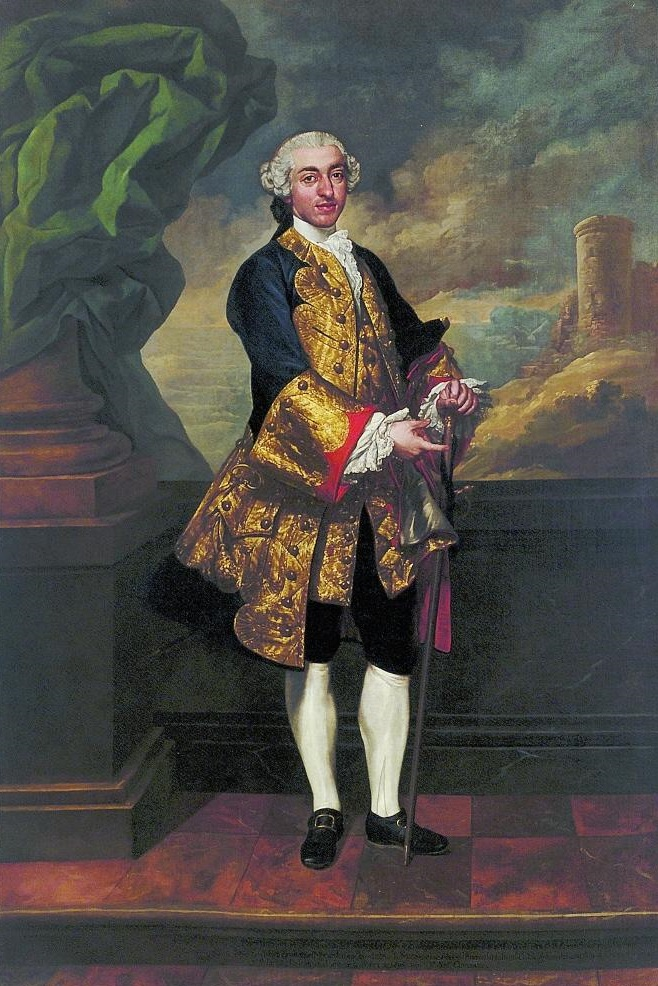
Francisco Aguirre-Zuazo y Velasco, IV marqués de Montehermoso. De la casa de Montehermoso. Tío abuelo de la IV condesa de Echauz.

Ortuño de Aguirre-Zuazo ostentó varios cargos públicos, como el de Maestre de Campo, comisario y diputado general de Álava. Desde el inicio de la intervención napoléonica en España, formó parte del llamado grupo de los ilustrados españoles o afrancesados, que constituían un grupo de la élite intelectual y administrativa, que buscaba los principios del Nuevo Régimen del derecho francés, apadrinado por los liberales moderados. Buscaban un sistema garantista de los derechos individuales, rompiendo la estructura del Antiguo Régimen y el poder absoluto del rey; así mismo, creando un sistema de control. El marqués fue partidario de la Constitución de Bayona, que abogaba precisamente por estos principios, y reemplazaba las instituciones propias del Antiguo Régimen. Sin embargo buscó que los fueros históricamente concedidos a las provincias navarras y vascas fueran mantenidos en sintonía con la nueva constitución. Llegó a tener una enorme influencia durante el reinado bonapartista, e incluso fue hombre de confianza del rey José I; quien lo hizo gentilhombre de Cámara, grande de España y caballero de, la recién creada, Orden de España. Durante el reinado de José I se trasladó a Madrid para desempeñar nuevos puestos que le había asignado el rey. Murió prematuramente, al asistir con la comitiva regia al bautismo del rey de Roma, Napoleón II, en París. Tuvieron una única hija que les sucedió.
La III condesa de Echauz, viuda y en el exilio contrajo matrimonio en segundas nupcias con el oficial francés Amadeo de Carabène (Aviñón, 6 de abril de 1785-?), en agosto de 1816, en París. Ambos se instalaron en el castillo de Carrese, situado en la región de Bearne, donde finalmente falleció. En Carrese doña María del Pilar de Acedo, acogió a Joaquín Ignacio de Mencos y Manso de Zúñiga, conde de Guenduláin, perseguido en 1841 por el general Baldomero Espartero. En su castillo de Carrese también recibirá a personajes de la vida pública española en el exilio como el pintor Francisco de Goya o Manuel Godoy.

### IV condesa de Echauz

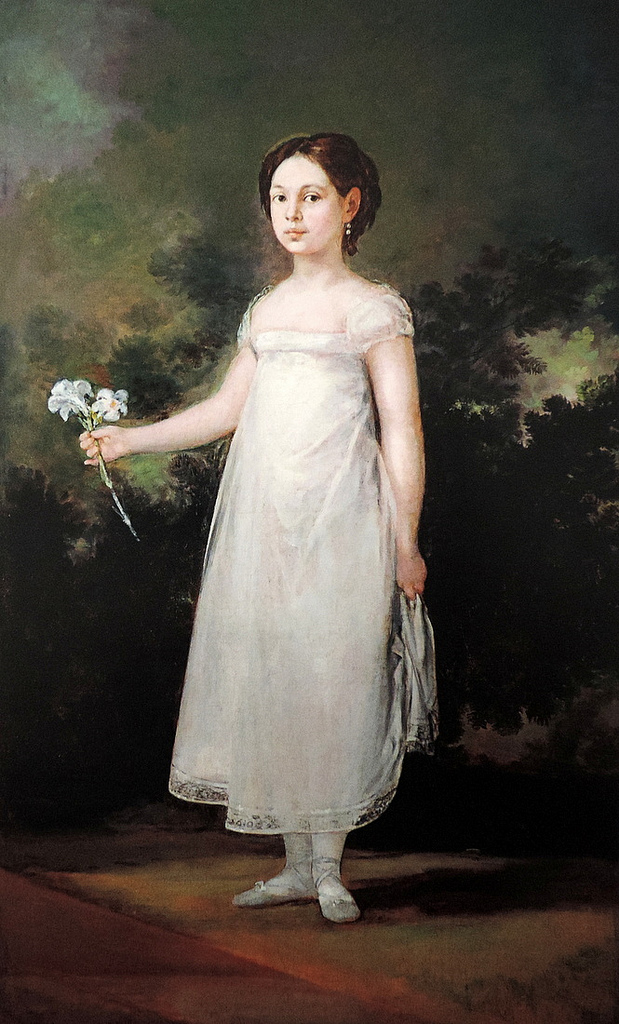
María Amalia de Aguirre-Zuazo y Acedo, IV condesa de Echauz, retratada como "La marquesa de Montehermoso" por Francisco de Goya.

María Amalia de Aguirre-Zuazo y Acedo, María de las Nieves Amalia del Pilar Luisa Javiera de Aguirre-Zuazo y Acedo, (Vitoria, Reino de España, 6 de agosto de 1801 - Bearne, 29 de octubre de 1876), Palacio de Montehermoso, IV condesa de Echauz, II duquesa de Castro-Terreño, VII marquesa de Montehermoso, XI condesa de Triviana, VI condesa del Vado. Ante la prematura muerte de su padre y el exilio de su madre; se desligo de sus progenitores y quedó bajo la tutela de su abuela paterna. Estaba en las antípodas idelógicas de su madre, renegó de José I, el rey instruso, y casó con partidarios de Fernando VII. Heredó de Prudencio de Guadalfajara; caballero del Toison de Oro; el ducado de Castro-Terreño y así también obtuvo los múltiples títulos nobiliarios, paternos y maternos a la muerte de sus progenitores. Murió en 1876, al igual que su madre, en el Castillo de Carresse, en Bearne, Francia. Fue retratada de joven por el célebre pintor Francisco de Goya como la marquesa de Montehermoso.

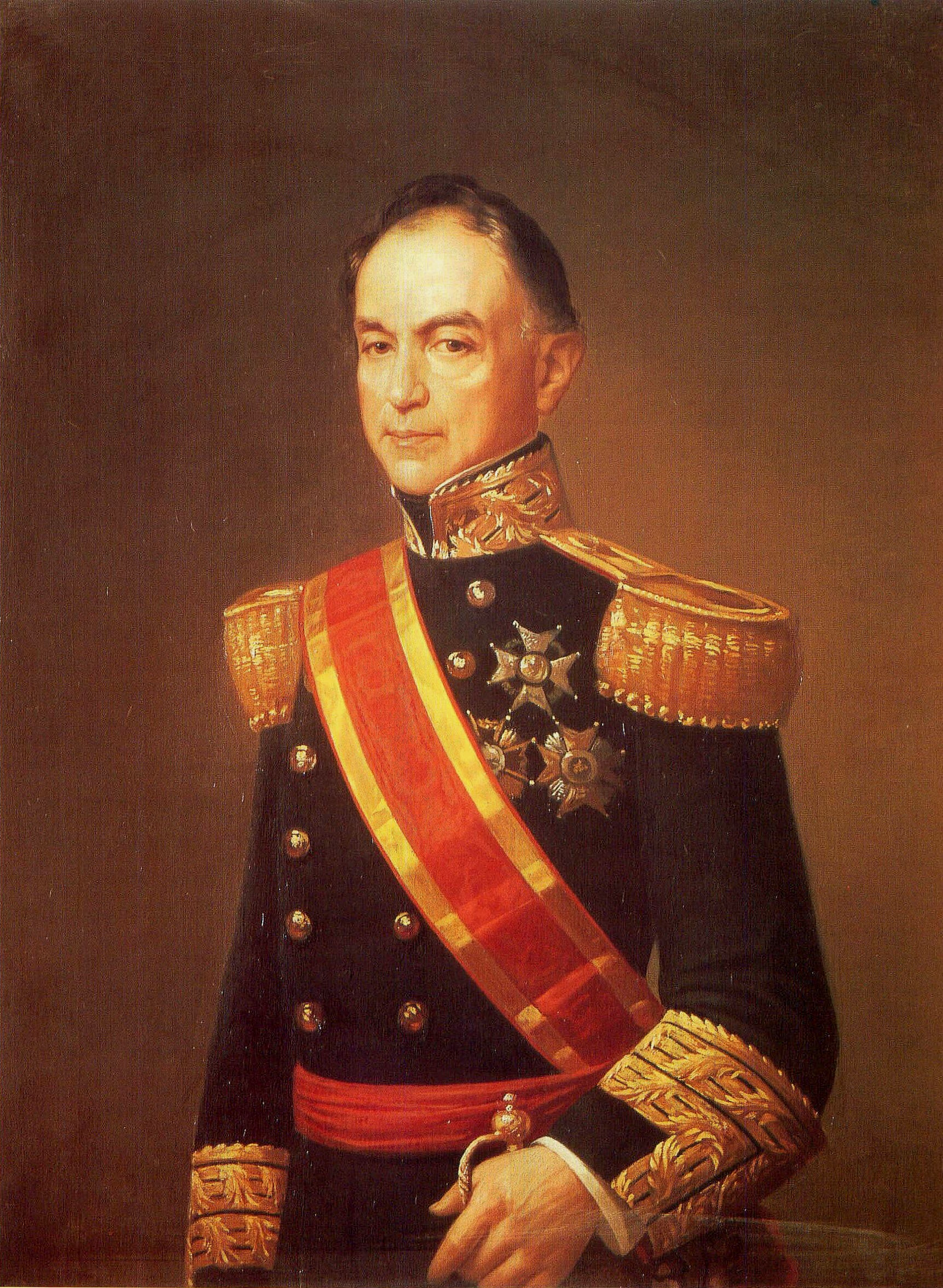
Los Ezpeleta y Enrile fueron distinguidos militares durante el, uno de los cuales, fue conde consorte de Echauz.

Casó el 1 de noviembre de 1819 en Vitoria con José María de Ezpeleta y Enrile (La Habana, Cuba, 1 de marzo de 1787 - Bagneres-de-Luchon, Francia, 25 de julio de 1847), II conde de Ezpeleta de Veire, Diputado de las Cortes por Navarra, Senador del Reino por Navarra y posteriormente vitalicio, vicepresidente del Senado español, Gentilhombre de Cámara de S.M., caballero de la Real y Militar Orden de San Fernando, San Hermenegildo y Gran Cruz de la Orden de Carlos III. Como era tradición en los Ezpeleta, desde muy joven, siguió la carrera de las armas; fue militar, como su padre, y se desempeñó como capitán general de Aragón y Castilla la Nueva. Fue nombrado mariscal de campo de los Reales Ejércitos, poco después de reconocer a Isabel II como reina de España.
Nació en La Habana, mientras su padre ejercía de Gobernador General de la isla. Perteneciente a uno los más antiguos linajes navarros, los Ezpeleta, que trazaban su origen hasta el siglo XI en Navarra, descendientes de los vizcondes de Valderro. Su familia había combatido en la Guerra de Independencia Española en contra de la invasión napoléonica, y posteriormente fueron partidarios del rey Fernando VII. Apoyaron la causa de Isabel II contra el Carlismo. Osciló ideológicamente en tendencias realistas y liberales, siendo partidario del moderantismo isabelino. Como señor de la tierra apoyó la existencia de mayorazgos, sin embargo buscó, la modernización reformista, acordes desde la mentalidad tradicional. En su momento se benefició de la desamortización de los bienes eclesiásticos, que lo llevó a ser uno de los mayores propietario de fincas en Navarra. Ejerció como Presidente del Casino de Madrid, un club social, lugar de reunión de los aristócratas de la época. Fue hijo primogénito del militar y político español, Virrey de Nueva Granda y de Navarra, Gobernador de Cuba, José Manuel de Ezpeleta y de María de la Paz Enrile Alcedo, heredera de una acaudalada familia; miembra de la élite mercantil habanera; de comerciantes de origen genovés y marqueses de Casa Enrile. Sobrino a su vez de Pascual Enrile y Alcedo, quien sería Capitán General de las Islas Filipinas; además de ser el padrino de su primogénito y heredero. Igualmente, fue tío de Francisco Javier Girón y Ezpeleta, II duque de Ahumada, fundador de la Guardia Civil en 1844.

#### Escudo de los Ezpeleta
El escudo de armas de los Ezpeleta, como grandes de España, duques de Castro-Terreño y condes de Echauz. En campo de plata, un león rampante de gules, armado y lenguado de lo mismo. Bordado por las cadenas de Navarra. Todo sobre el manto de grandes de España, timbrado con una corona ducal con bonete.

#### Descendencia de la IV condesa de Echauz
- María del Pilar de Ezpeleta y Aguirre-Zuazo (1828 - Pamplona, 20 de agosto de 1902), VII condesa del Vado. Casó el 30 de enero de 1848 con el aristócrata y político, Joaquín Ignacio Mencos y Manso de Zúñiga (Pamplona, 6 de agosto de 1799 - Madrid, 20 de enero de 1882), VIII conde de Guenduláin, IV marqués de la Real Defensa, grande de España, Diputado a Cortes en 1836, 1839 y 1840 y senador vitalicio. Su descendencia sigue con la casa de Guenduláin.
- José María Ortuño de Ezpeleta y Aguirre-Zuazo (Pamplona, Reino de España, 4 de septiembre de 1818 - 8 de junio de 1885), Nació en el Palacio familiar de Ezpeleta, III duque de Castro-Terreño, III conde de Ezpeleta de Veire, XII conde de Triviana. Se le concedió su segunda Grandeza de España de primera clase al elevar a grande el condado de Ezpeleta de Veire. Se involucró en la política y fue Diputado de las Cortes por Navarra, Senador del Reino por Navarra y Gentilhombre de Cámara de la reina Isabel II. Casó el 10 de junio de 1842 con María de la Soledad Samaniego y Asper de Neoburg (20 de diciembre de 1818 - Pamplona, 1 de abril de 1890), dama de S.M. y de la Orden de María Luisa, hija de Joaquín Félix de Samaniego y Urbina, IV marqués de Valverde de la Sierra, VII marqués de Caracena del Valle, V marqués de Monte Real, VIII vizconde de la Armería, etc, consejero de Estado, académico de las Reales de Medicina y Ciencias Naturales y de Bellas Artes de San Carlos de Valencia y San Luis de Zaragoza, caballero del Toisón de Oro, Gran Cruz de Carlos III, gentilhombre de Cámara y mayordomo mayor de los Reyes Fernando VII e Isabel II. Por lado materno era hija de Narcisa María de Asprer y de la Canal, dama de la Reina Isabel II y camarera mayor de la Reina viuda, de una antigua familia catalana descendiente del Elector Palatino, y Duque Palatino de Neoburgo, una rama menor de la casa de Wittelsbach.[34] Fueron parte del círculo íntimo de la reina Isabel II e incluso estuvieron presentes en el momento de su abdicación.[30] Tuvieron por hijos:

#### Descendencia del III duque de Castro-Terreño
- José María Ortuño de Ezpeleta y Samaniego, V conde de Echauz, IV duque de Castro-Terreño, etc., hijo primogénito y heredero. Sucede a su padre en todos los títulos y como jefe de la casa. Véase V conde de Echauz.
- Ramiro de Ezpeleta y Samaniego, (Pamplona, 10 de junio de 1848 - Madrid, 3 de marzo de 1891), por herencia de su abuela fue VIII marqués de Montehermoso. Casó en París, el 12 de junio de 1875, con Josefa Chávarri y Galdeano.[30] Hija de un acaudalado comerciante e industrial, que había hecho su fortuna en Puerto Rico, pero llevaba establecido algunos años en París. El matrimonio no tuvo descendencia y Ramiro de Ezpeleta murió prematuramente en Madrid. El marquesado de Montehermoso volvió a línea principal de la casa, en la sucesión de su hermano mayor.
- Narcisa de Ezpeleta y Samaniego (Pamplona, 26 de febrero de 1852 - ibídem, 15 de noviembre de 1872), casó en Pamplona el 30 de noviembre de 1871 con Ricardo de Rojas y Porres, V marqués de Alventos, VIII conde del Sacro Imperio.[35] Murió al poco de dar luz a su único hijo, José María de Rojas y Ezpeleta, que a la muerte de su padre heredó marquesado de Alventos.
- Joaquín de Ezpeleta y Samaniego
- María de Ezpeleta y Samaniego (Pamplona, 16 de mayo de 1857 - 4 de abril de 1908), caso en Irún el 19 de octubre de 1877 con Carlos Mencos y Ezpeleta, II Marqués de Amparo, que era su primo hermano. Su hijo mayor fue Manuel Mencos y Ezpeleta, que sucedió a su padre y fue III Marqués de Amparo, título que hasta la fecha sigue bajo la casa de Mencos.

### V conde de Echauz

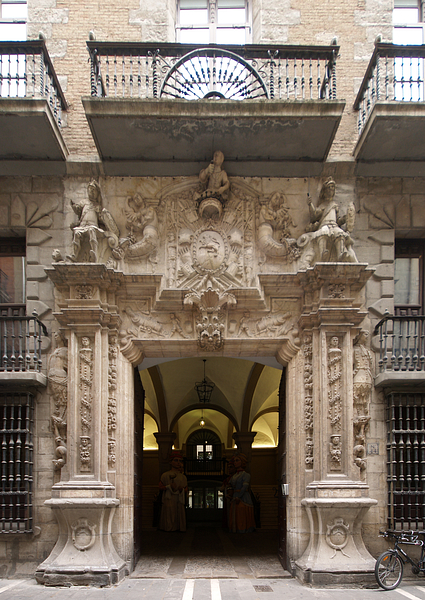
Palacio de Ezpeleta, sobre la Calle Mayor en Pamplona, residencia del V conde de Echauz, de la casa de Ezpeleta.

José María de Ezpeleta y Samaniego, José María Ortuño de Ezpeleta y Samaniego, (Pamplona, Reino de España, 2 de enero de 1846-Biarritz, Francia, 28 de marzo de 1919), nació en el Palacio de Ezpeleta y por herencia paterna, V conde de Echauz, IV duque de Castro-Terreño, IV conde de Ezpeleta de Veire, XIII conde de Triviana. Nieto de la IV condesa de Echauz. Fue jefe de la casa de Isabel II de España, gentilhombre de la cámara de la reina, maestrante de la Real de Zaragoza. Su residencia principal fue el Palacio de Ezpeleta, situado en la Calle Mayor de Pamplona, Navarra, hoy en día sede del Conservatorio Navarro de Música. Murió en su palacio de veraneo el 28 de marzo de 1919 en Biarritz.
Casó el 29 de mayo de 1869 con María Álvarez de Toledo y Caro (Nápoles, Reino de las Dos Sicilias, 4 de julio de 1847-Madrid, 1929), XXII condesa de Adernó, título originario de Sicilia, heredado de su padre, como jefe español de la Casa de Paternò. Nació en Nápoles, dado que su padre se había exiliado, después de la caída de Isabel II, a sus posesiones en el Reino de las Dos Sicilias. Descendiente de una de las más ilustres casas nobiliarias españolas, la Casa de Medina Sidonia, Villafranca, y los Vélez, fue la hija mayor de José Joaquín Álvarez de Toledo y Silva, XVIII duque de Medina Sidonia, Príncipe de Montalbán y uno de los grandes inmemoriales de 1520. Le sucedió su hija:

### VI condesa de Echauz
María de Ezpeleta y Álvarez de Toledo, María de la Purificación Joaquina de Ezpeleta y Álvarez de Toledo, (Madrid, Reino de España, 11 de junio de 1872 - Ciudad de México, México, 1 de mayo de 1946), VI condesa de Echauz, V duquesa de Castro-Terreño, V condesa de Ezpeleta de Veire, XXIII condesa de Adernó, IX marquesa de Montehermoso, XIV condesa de Triviana.
Casó en San Sebastián el 7 de noviembre de 1898 con Ignacio de Villar-Villamil y Goribar (Ciudad de México, 20 de noviembre de 1856 - ibídem, 9 de septiembre de 1946). Heredero del segundo mayorazgo de López de Peralta, fundado por Gerónimo López y Ana Carrillo de Peralta Yanguas, descendiente esta del I marqués de Falces y de mosén Pedro de Peralta y Ezpeleta. Ignacio de Villar-Villamil López de Peralta y Goribar fue un historiador, investigador y académico mexicano. Se especializó en la historia del siglo XVI de la Nueva España, en genealogía y en heráldica.

#### Descendencia de la VI condesa de Echauz
- Fernando de Villar-Villamil y Ezpeleta. Sucede a su madre en los títulos principales, siendo VII conde de Echauz, VI duque de Castro-Terreño, XXIV conde de Adernò, XV conde de Triviana. Véase VII conde de Echauz.
- Joaquín de Villar-Villamil y Ezpeleta (París, 13 de abril de 1901 - Ciudad de México), VI conde de Ezpeleta de Veire, grande de España. Murió soltero y sin descendencia.
- Blanca de Villar-Villamil y Ezpeleta. En un inicio, X marquesa de Montehermoso, a la muerte de sus hermanos sin sucesión directa, heredó la jefatura de la casa y todos los títulos. Véase VIII condesa de Echauz.

#### Escudo de los Villar-Villamil y Ezpeleta
El escudo de armas de los Villar-Villamil y Ezpeleta, como grandes de España, duques de Castro-Terreño y condes de Echauz. Escudo medio partido sobre consola heráldica. Primero, el de los Villar-Villamil: en campo de plata un árbol de sinople acordonado de sable; Segundo, el de los Ezpeleta: en campo de plata un león rampante de gules, armado y lenguado en gules; todo sobre el gran manto de grandes de España, timbrado por una corona ducal con bonete.

### VII conde de Echauz
Fernando de Villar-Villamil y Ezpeleta (París, Francia, 30 de agosto de 1899 - Ciudad de México, 14 de marzo de 1984), VII conde de Echauz, VI duque de Castro-Terreño, XXIV conde de Adernò, XV conde de Triviana. Murió soltero sin descendencia. Le sucedió su hermana:

### VIII condesa de Echauz
Blanca de Villar-Villamil y Ezpeleta, Blanca María del Carmen de Villar-Villamil y Ezpeleta, (París, Francia, 9 de mayo de 1913 - Ciudad de México, 6 de noviembre de 1993), VIII condesa de Echauz, VII duquesa de Castro-Terreño, VII condesa de Ezpeleta de Veire, X marquesa de Montehermoso, XVI condesa de Triviana.
Casó con Carlos Sánchez-Navarro y Peón (México, 1909 - Madrid, 1953). Por matrimonio se convirtió en marqués de Montehermoso. Descendiente y primogénito de una rica familia de terratenientes, asentada desde el siglo XVI en Coahuila, al norte del Virreinato de la Nueva España. Alrededor de 1575, el capitán español Juan Sánchez-Navarro, fue uno de los colonizadores y fundadores de Saltillo. La familia se estableció y llegaron a formar parte de la élite de hacendados y terratenientes más importante en el norte de México. Los Sánchez-Navarro llegaron a poseer el latifundio más grande de América, el cual tuvo alrededor de 7.5 millones de hectáreas en lo que hoy son los actuales estados federales de Coahuila, Nuevo León, Chihuahua, parte de Zacatecas y San Luis Potosí en México. Llegó a mantener bajo su jurisdicción 17 haciendas, en su apogeo, alrededor de 1840, incorporó el marquesado de San Miguel de Aguayo. Este latifundio tenía una dimensión similar a los actuales Países Bajos, Bélgica y Luxemburgo juntos. 
En el siglo XIX apoyaron abiertamente el establecimiento del II Imperio Mexicano. En agradecimiento por su apoyo, el emperador Maximiliano I, nombró, al entonces cabeza de la familia, Carlos Sánchez-Navarro y Berain, gran chambelán de la corte y le concedió la Gran Cruz de la Orden Imperial de Guadalupe. A la caída del segundo Imperio, Benito Juárez les expropió gran parte del latifundio y la familia se exilió a París. Carlos Sánchez-Navarro fue un historiador y académico, que publicó numerosos ensayos y obras, como, "Miramón, el caudillo conservador", "Memorias de un viejo palacio", "Tres cartas inéditas del emperador Maximiliano", etc. Murió prematuramente en 1953 en Madrid. Les sucedió su hijo:

#### Escudo de los Sánchez-Navarro y Villar-Villamil
El escudo de armas de los Sánchez-Navarro y Villar-Villamil, como grandes de España, duques de Castro-Terreño y condes de Echauz. Escudo partido en dos. Primero, el de los Sánchez-Navarro: Partido, 1º en campo de azur, una cruz floreteada de oro, 2º sobre gules, un castillo de plata; medio cortado, de oro, con una banda de sinople, tomada por dos cabezas de dragones del mismo color, lenguados de gules. Todo bordado por cadena de oro sobre azur. Segundo, el cuartelado de los Villar-Villamil, Ezpeleta, Goribar y Álvarez de Toledo: en primer cuartel, el de los Villar-Villamil: en campo de plata un árbol de sinople acordonado de sable; en segundo cuartel, el de los Ezpeleta: en campo de plata un león rampante de gules, armado y lenguado en gules; en tercer cuartel, el de los Goribar: en campo de azur un plato de oro; en cuarto cuartel, el de los Álvarez de Toledo: jaquelado de 15 piezas de plata y azur. Al timbre de todo, corona ducal.

### IX conde de Echauz
Carlos Sánchez-Navarro y Villar-Villamil (Ciudad de México, México, 4 de diciembre de 1943), IX conde de Echauz, VIII duque de Castro-Terreño, VIII conde de Ezpeleta de Veire, XI marqués de Montehermoso, XVII conde de Triviana.
Casó con Luz de Lourdes Quintana Crespo. Le sucedió, su sobrino:

### X conde de Echauz
Alfonso Cervantes Sánchez-Navarro (Ciudad de México, México, 4 de febrero de 1962), X conde de Echauz.

## Árbol genealógico
|                                                                                                  |                                                                                                  |                                                                                                  |                                                                                                  |                                                                                                  |                                                                                                  |  |  | José Manuel de Acedo y Jiménez de Loyola, I Conde de Echauz Señor de Acedo, de Loyola y Rivocado (1721-1786) | | | | | |  |  | | | | | | |  |  | | | | | | |  |  |  |  |  |  |  |  |  |  |
|                                                                                                  |                                                                                                  |                                                                                                  |                                                                                                  |                                                                                                  |                                                                                                  |  |  | | | | | | |  |  | | | | | | |  |  | | | | | | |  |  |  |  |  |  |  |  |  |  |
|                                                                                                  |                                                                                                  |                                                                                                  |                                                                                                  |                                                                                                  |                                                                                                  |  |  | José María de Acedo y Atodo, II Conde de Echauz Señor de Acedo, de Loyola y Rivocado (1758-1809) | | | | | |  |  | | | | | | |  |  | | | | | | |  |  |  |  |  |  |  |  |  |  |
|                                                                                                  |                                                                                                  |                                                                                                  |                                                                                                  |                                                                                                  |                                                                                                  |  |  | | | | | | |  |  | | | | | | |  |  | | | | | | |  |  |  |  |  |  |  |  |  |  |
|                                                                                                  |                                                                                                  |                                                                                                  |                                                                                                  |                                                                                                  |                                                                                                  |  |  | María del Pilar de Acedo y Sarria, III Condesa de Echauz V Condesa del Vado (1784-1867) | | | | | |  |  | | | | | | |  |  | | | | | | |  |  |  |  |  |  |  |  |  |  |
|                                                                                                  |                                                                                                  |                                                                                                  |                                                                                                  |                                                                                                  |                                                                                                  |  |  | | | | | | |  |  | | | | | | |  |  | | | | | | |  |  |  |  |  |  |  |  |  |  |
|                                                                                                  |                                                                                                  |                                                                                                  |                                                                                                  |                                                                                                  |                                                                                                  |  |  | María Amalia de Aguirre-Zuazo y Acedo, IV Condesa de Echauz II Duquesa de Castro-Terrreño VII Marquesa de Montehermoso XI Condesa de Triviana VI Condesa del Vado Condesa de Ezpeleta de Veire (1801-1876)      | | | | | |  |  | | | | | | |  |  | | | | | | |  |  |  |  |  |  |  |  |  |  |
|                                                                                                  |                                                                                                  |                                                                                                  |                                                                                                  |                                                                                                  |                                                                                                  |  |  | | | | | | |  |  | | | | | | |  |  | | | | | | |  |  |  |  |  |  |  |  |  |  |
|                                                                                                  |                                                                                                  |                                                                                                  |                                                                                                  |                                                                                                  |                                                                                                  |  |  | | | | | | |  |  | | | | | | |  |  | | | | | | |  |  |  |  |  |  |  |  |  |  |
| María del Pilar Ezpeleta y Aguirre-Zuazo, VII Condesa del Vado Condesa de Guenduláin (1828-1902) | María del Pilar Ezpeleta y Aguirre-Zuazo, VII Condesa del Vado Condesa de Guenduláin (1828-1902) | María del Pilar Ezpeleta y Aguirre-Zuazo, VII Condesa del Vado Condesa de Guenduláin (1828-1902) | María del Pilar Ezpeleta y Aguirre-Zuazo, VII Condesa del Vado Condesa de Guenduláin (1828-1902) | María del Pilar Ezpeleta y Aguirre-Zuazo, VII Condesa del Vado Condesa de Guenduláin (1828-1902) | María del Pilar Ezpeleta y Aguirre-Zuazo, VII Condesa del Vado Condesa de Guenduláin (1828-1902) |  |  | José María Ortuño de Ezpeleta y Aguirre-Zuazo, III Duque de Castro-Terreño III Conde de Ezpeleta de Veire XII Conde de Triviana (1818-1885)                                                                     | José María Ortuño de Ezpeleta y Aguirre-Zuazo, III Duque de Castro-Terreño III Conde de Ezpeleta de Veire XII Conde de Triviana (1818-1885)  | José María Ortuño de Ezpeleta y Aguirre-Zuazo, III Duque de Castro-Terreño III Conde de Ezpeleta de Veire XII Conde de Triviana (1818-1885)  | José María Ortuño de Ezpeleta y Aguirre-Zuazo, III Duque de Castro-Terreño III Conde de Ezpeleta de Veire XII Conde de Triviana (1818-1885)  | José María Ortuño de Ezpeleta y Aguirre-Zuazo, III Duque de Castro-Terreño III Conde de Ezpeleta de Veire XII Conde de Triviana (1818-1885)  | José María Ortuño de Ezpeleta y Aguirre-Zuazo, III Duque de Castro-Terreño III Conde de Ezpeleta de Veire XII Conde de Triviana (1818-1885)  |  |  | | | | | | |  |  | | | | | | |  |  |  |  |  |  |  |  |  |  |
| María del Pilar Ezpeleta y Aguirre-Zuazo, VII Condesa del Vado Condesa de Guenduláin (1828-1902) | María del Pilar Ezpeleta y Aguirre-Zuazo, VII Condesa del Vado Condesa de Guenduláin (1828-1902) | María del Pilar Ezpeleta y Aguirre-Zuazo, VII Condesa del Vado Condesa de Guenduláin (1828-1902) | María del Pilar Ezpeleta y Aguirre-Zuazo, VII Condesa del Vado Condesa de Guenduláin (1828-1902) | María del Pilar Ezpeleta y Aguirre-Zuazo, VII Condesa del Vado Condesa de Guenduláin (1828-1902) | María del Pilar Ezpeleta y Aguirre-Zuazo, VII Condesa del Vado Condesa de Guenduláin (1828-1902) |  |  | José María Ortuño de Ezpeleta y Aguirre-Zuazo, III Duque de Castro-Terreño III Conde de Ezpeleta de Veire XII Conde de Triviana (1818-1885)                                                                     | José María Ortuño de Ezpeleta y Aguirre-Zuazo, III Duque de Castro-Terreño III Conde de Ezpeleta de Veire XII Conde de Triviana (1818-1885)  | José María Ortuño de Ezpeleta y Aguirre-Zuazo, III Duque de Castro-Terreño III Conde de Ezpeleta de Veire XII Conde de Triviana (1818-1885)  | José María Ortuño de Ezpeleta y Aguirre-Zuazo, III Duque de Castro-Terreño III Conde de Ezpeleta de Veire XII Conde de Triviana (1818-1885)  | José María Ortuño de Ezpeleta y Aguirre-Zuazo, III Duque de Castro-Terreño III Conde de Ezpeleta de Veire XII Conde de Triviana (1818-1885)  | José María Ortuño de Ezpeleta y Aguirre-Zuazo, III Duque de Castro-Terreño III Conde de Ezpeleta de Veire XII Conde de Triviana (1818-1885)  |  |  | | | | | | |  |  | | | | | | |  |  |  |  |  |  |  |  |  |  |
|                                                                                                  |                                                                                                  |                                                                                                  |                                                                                                  |                                                                                                  |                                                                                                  |  |  | José María de Ezpeleta y Samarniego, V Conde de Echauz IV Duque de Castro-Terreño IV Conde de Ezpeleta de Veire XIII Conde de Triviana Conde de Adernò (1846-1919)                                              | | | | | |  |  | | | | | | |  |  | | | | | | |  |  |  |  |  |  |  |  |  |  |
|                                                                                                  |                                                                                                  |                                                                                                  |                                                                                                  |                                                                                                  |                                                                                                  |  |  | | | | | | |  |  | | | | | | |  |  | | | | | | |  |  |  |  |  |  |  |  |  |  |
|                                                                                                  |                                                                                                  |                                                                                                  |                                                                                                  |                                                                                                  |                                                                                                  |  |  | María de Ezpeleta y Álvarez de Toledo, VI Condesa de Echauz V Duquesa de Castro-Terrreño V Condesa de Ezpeleta de Veire IX Marquesa de Montehermoso XIV Condesa de Triviana XXIII Condesa de Adernò (1872-1946) | | | | | |  |  | | | | | | |  |  | | | | | | |  |  |  |  |  |  |  |  |  |  |
|                                                                                                  |                                                                                                  |                                                                                                  |                                                                                                  |                                                                                                  |                                                                                                  |  |  | | | | | | |  |  | | | | | | |  |  | | | | | | |  |  |  |  |  |  |  |  |  |  |
|                                                                                                  |                                                                                                  |                                                                                                  |                                                                                                  |                                                                                                  |                                                                                                  |  |  | | | | | | |  |  | | | | | | |  |  | | | | | | |  |  |  |  |  |  |  |  |  |  |
|                                                                                                  |                                                                                                  |                                                                                                  |                                                                                                  |                                                                                                  |                                                                                                  |  |  | Fernando de Villar-Villamil y Ezpeleta, VII Conde de Echauz VI Duque de Castro-Terreño XV Conde de Triviana XXIV Conde de Adernò (1899-1984)                                                                    | Fernando de Villar-Villamil y Ezpeleta, VII Conde de Echauz VI Duque de Castro-Terreño XV Conde de Triviana XXIV Conde de Adernò (1899-1984) | Fernando de Villar-Villamil y Ezpeleta, VII Conde de Echauz VI Duque de Castro-Terreño XV Conde de Triviana XXIV Conde de Adernò (1899-1984) | Fernando de Villar-Villamil y Ezpeleta, VII Conde de Echauz VI Duque de Castro-Terreño XV Conde de Triviana XXIV Conde de Adernò (1899-1984) | Fernando de Villar-Villamil y Ezpeleta, VII Conde de Echauz VI Duque de Castro-Terreño XV Conde de Triviana XXIV Conde de Adernò (1899-1984) | Fernando de Villar-Villamil y Ezpeleta, VII Conde de Echauz VI Duque de Castro-Terreño XV Conde de Triviana XXIV Conde de Adernò (1899-1984) |  |  | Blanca de Villar-Villamil y Ezpeleta, VIII Condesa de Echauz VII Duquesa de Castro-Terrreño VII Condesa de Ezpeleta de Veire X Marquesa de Montehermoso XVI Condesa de Triviana XXV Condesa de Adernò (1913-1993) | Blanca de Villar-Villamil y Ezpeleta, VIII Condesa de Echauz VII Duquesa de Castro-Terrreño VII Condesa de Ezpeleta de Veire X Marquesa de Montehermoso XVI Condesa de Triviana XXV Condesa de Adernò (1913-1993) | Blanca de Villar-Villamil y Ezpeleta, VIII Condesa de Echauz VII Duquesa de Castro-Terrreño VII Condesa de Ezpeleta de Veire X Marquesa de Montehermoso XVI Condesa de Triviana XXV Condesa de Adernò (1913-1993) | Blanca de Villar-Villamil y Ezpeleta, VIII Condesa de Echauz VII Duquesa de Castro-Terrreño VII Condesa de Ezpeleta de Veire X Marquesa de Montehermoso XVI Condesa de Triviana XXV Condesa de Adernò (1913-1993) | Blanca de Villar-Villamil y Ezpeleta, VIII Condesa de Echauz VII Duquesa de Castro-Terrreño VII Condesa de Ezpeleta de Veire X Marquesa de Montehermoso XVI Condesa de Triviana XXV Condesa de Adernò (1913-1993) | Blanca de Villar-Villamil y Ezpeleta, VIII Condesa de Echauz VII Duquesa de Castro-Terrreño VII Condesa de Ezpeleta de Veire X Marquesa de Montehermoso XVI Condesa de Triviana XXV Condesa de Adernò (1913-1993) |  |  | | | | | | |  |  |  |  |  |  |  |  |  |  |
|                                                                                                  |                                                                                                  |                                                                                                  |                                                                                                  |                                                                                                  |                                                                                                  |  |  | Fernando de Villar-Villamil y Ezpeleta, VII Conde de Echauz VI Duque de Castro-Terreño XV Conde de Triviana XXIV Conde de Adernò (1899-1984)                                                                    | Fernando de Villar-Villamil y Ezpeleta, VII Conde de Echauz VI Duque de Castro-Terreño XV Conde de Triviana XXIV Conde de Adernò (1899-1984) | Fernando de Villar-Villamil y Ezpeleta, VII Conde de Echauz VI Duque de Castro-Terreño XV Conde de Triviana XXIV Conde de Adernò (1899-1984) | Fernando de Villar-Villamil y Ezpeleta, VII Conde de Echauz VI Duque de Castro-Terreño XV Conde de Triviana XXIV Conde de Adernò (1899-1984) | Fernando de Villar-Villamil y Ezpeleta, VII Conde de Echauz VI Duque de Castro-Terreño XV Conde de Triviana XXIV Conde de Adernò (1899-1984) | Fernando de Villar-Villamil y Ezpeleta, VII Conde de Echauz VI Duque de Castro-Terreño XV Conde de Triviana XXIV Conde de Adernò (1899-1984) |  |  | Blanca de Villar-Villamil y Ezpeleta, VIII Condesa de Echauz VII Duquesa de Castro-Terrreño VII Condesa de Ezpeleta de Veire X Marquesa de Montehermoso XVI Condesa de Triviana XXV Condesa de Adernò (1913-1993) | Blanca de Villar-Villamil y Ezpeleta, VIII Condesa de Echauz VII Duquesa de Castro-Terrreño VII Condesa de Ezpeleta de Veire X Marquesa de Montehermoso XVI Condesa de Triviana XXV Condesa de Adernò (1913-1993) | Blanca de Villar-Villamil y Ezpeleta, VIII Condesa de Echauz VII Duquesa de Castro-Terrreño VII Condesa de Ezpeleta de Veire X Marquesa de Montehermoso XVI Condesa de Triviana XXV Condesa de Adernò (1913-1993) | Blanca de Villar-Villamil y Ezpeleta, VIII Condesa de Echauz VII Duquesa de Castro-Terrreño VII Condesa de Ezpeleta de Veire X Marquesa de Montehermoso XVI Condesa de Triviana XXV Condesa de Adernò (1913-1993) | Blanca de Villar-Villamil y Ezpeleta, VIII Condesa de Echauz VII Duquesa de Castro-Terrreño VII Condesa de Ezpeleta de Veire X Marquesa de Montehermoso XVI Condesa de Triviana XXV Condesa de Adernò (1913-1993) | Blanca de Villar-Villamil y Ezpeleta, VIII Condesa de Echauz VII Duquesa de Castro-Terrreño VII Condesa de Ezpeleta de Veire X Marquesa de Montehermoso XVI Condesa de Triviana XXV Condesa de Adernò (1913-1993) |  |  | | | | | | |  |  |  |  |  |  |  |  |  |  |
|                                                                                                  |                                                                                                  |                                                                                                  |                                                                                                  |                                                                                                  |                                                                                                  |  |  | | | | | | |  |  | | | | | | |  |  | | | | | | |  |  |  |  |  |  |  |  |  |  |
|                                                                                                  |                                                                                                  |                                                                                                  |                                                                                                  |                                                                                                  |                                                                                                  |  |  | | | | | | |  |  | Blanca Sánchez-Navarro y Villar-Villamil, (1938) | Blanca Sánchez-Navarro y Villar-Villamil, (1938) | Blanca Sánchez-Navarro y Villar-Villamil, (1938) | Blanca Sánchez-Navarro y Villar-Villamil, (1938) | Blanca Sánchez-Navarro y Villar-Villamil, (1938) | Blanca Sánchez-Navarro y Villar-Villamil, (1938) |  |  | Carlos Sánchez-Navarro y Villar-Villamil, IX Conde de Echauz VIII Duque de Castro-Terrreño VIII Conde de Ezpeleta de Veire XI Marqués de Montehermoso XVII Conde de Triviana (1943) | Carlos Sánchez-Navarro y Villar-Villamil, IX Conde de Echauz VIII Duque de Castro-Terrreño VIII Conde de Ezpeleta de Veire XI Marqués de Montehermoso XVII Conde de Triviana (1943) | Carlos Sánchez-Navarro y Villar-Villamil, IX Conde de Echauz VIII Duque de Castro-Terrreño VIII Conde de Ezpeleta de Veire XI Marqués de Montehermoso XVII Conde de Triviana (1943) | Carlos Sánchez-Navarro y Villar-Villamil, IX Conde de Echauz VIII Duque de Castro-Terrreño VIII Conde de Ezpeleta de Veire XI Marqués de Montehermoso XVII Conde de Triviana (1943) | Carlos Sánchez-Navarro y Villar-Villamil, IX Conde de Echauz VIII Duque de Castro-Terrreño VIII Conde de Ezpeleta de Veire XI Marqués de Montehermoso XVII Conde de Triviana (1943) | Carlos Sánchez-Navarro y Villar-Villamil, IX Conde de Echauz VIII Duque de Castro-Terrreño VIII Conde de Ezpeleta de Veire XI Marqués de Montehermoso XVII Conde de Triviana (1943) |  |  |  |  |  |  |  |  |  |  |
|                                                                                                  |                                                                                                  |                                                                                                  |                                                                                                  |                                                                                                  |                                                                                                  |  |  | | | | | | |  |  | Blanca Sánchez-Navarro y Villar-Villamil, (1938) | Blanca Sánchez-Navarro y Villar-Villamil, (1938) | Blanca Sánchez-Navarro y Villar-Villamil, (1938) | Blanca Sánchez-Navarro y Villar-Villamil, (1938) | Blanca Sánchez-Navarro y Villar-Villamil, (1938) | Blanca Sánchez-Navarro y Villar-Villamil, (1938) |  |  | Carlos Sánchez-Navarro y Villar-Villamil, IX Conde de Echauz VIII Duque de Castro-Terrreño VIII Conde de Ezpeleta de Veire XI Marqués de Montehermoso XVII Conde de Triviana (1943) | Carlos Sánchez-Navarro y Villar-Villamil, IX Conde de Echauz VIII Duque de Castro-Terrreño VIII Conde de Ezpeleta de Veire XI Marqués de Montehermoso XVII Conde de Triviana (1943) | Carlos Sánchez-Navarro y Villar-Villamil, IX Conde de Echauz VIII Duque de Castro-Terrreño VIII Conde de Ezpeleta de Veire XI Marqués de Montehermoso XVII Conde de Triviana (1943) | Carlos Sánchez-Navarro y Villar-Villamil, IX Conde de Echauz VIII Duque de Castro-Terrreño VIII Conde de Ezpeleta de Veire XI Marqués de Montehermoso XVII Conde de Triviana (1943) | Carlos Sánchez-Navarro y Villar-Villamil, IX Conde de Echauz VIII Duque de Castro-Terrreño VIII Conde de Ezpeleta de Veire XI Marqués de Montehermoso XVII Conde de Triviana (1943) | Carlos Sánchez-Navarro y Villar-Villamil, IX Conde de Echauz VIII Duque de Castro-Terrreño VIII Conde de Ezpeleta de Veire XI Marqués de Montehermoso XVII Conde de Triviana (1943) |  |  |  |  |  |  |  |  |  |  |
|                                                                                                  |                                                                                                  |                                                                                                  |                                                                                                  |                                                                                                  |                                                                                                  |  |  | | | | | | |  |  | Alfonso Cervantes Sánchez-Navarro, X Conde de Echauz (1962) | | | | | |  |  | | | | | | |  |  |  |  |  |  |  |  |  |  |
|                                                                                                  |                                                                                                  |                                                                                                  |                                                                                                  |                                                                                                  |                                                                                                  |  |  | | | | | | |  |  | | | | | | |  |  | | | | | | |  |  |  |  |  |  |  |  |  |  |

## Ascendencia Real
| Casas Reales |
| --- |
| Casa de Borgoña en Castilla Casa de Trastámara Casa de Austria en España Casa de Aragón Casa de los Capetos en Francia Casa de Évreux en Navarra Condes de Echauz |

|  |  |                                                      |                                                      |                                                      |                                                      |                                                      |                                                      |                                                                                 |                                                                                 |                                                                                 |                                                                                 |                                                                                 |                                                                                 |                                                                                           |                                                                 |  |  |                                                                      |                                                                      |                                                                      |                                                                      | Fernando III El Santo Rey de Castilla y León                         |                                                                      |                                                                   |                                                                   |                                                                        |                                                                        |                                                                        |                                                                        |                                                                        |                                                                        |                                                                            |                                                                            |                                                                            |                                                                            |                                                                            |                                                                            |                                                                            |                                                                            |  |  |  |  |  |  |  |  |  |  |  |  |  |  |  |  |  |  |  |  |  |  |  |  |  |  |  |  |
|  |  |                                                      |                                                      |                                                      |                                                      |                                                      |                                                      |                                                                                 |                                                                                 |                                                                                 |                                                                                 |                                                                                 |                                                                                 |                                                                                           |                                                                 |  |  |                                                                      |                                                                      |                                                                      |                                                                      |                                                                      |                                                                      |                                                                   |                                                                   |                                                                        |                                                                        |                                                                        |                                                                        |                                                                        |                                                                        |                                                                            |                                                                            |                                                                            |                                                                            |                                                                            |                                                                            |                                                                            |                                                                            |  |  |  |  |  |  |  |  |  |  |  |  |  |  |  |  |  |  |  |  |  |  |  |  |  |  |  |  |
|  |  |                                                      |                                                      |                                                      |                                                      |                                                      |                                                      |                                                                                 |                                                                                 |                                                                                 |                                                                                 |                                                                                 |                                                                                 |                                                                                           |                                                                 |  |  |                                                                      |                                                                      |                                                                      |                                                                      | Alfonso X El Sabio Rey de Castilla y León                            |                                                                      |                                                                   |                                                                   |                                                                        |                                                                        |                                                                        |                                                                        |                                                                        |                                                                        |                                                                            |                                                                            |                                                                            |                                                                            |                                                                            |                                                                            |                                                                            |                                                                            |  |  |  |  |  |  |  |  |  |  |  |  |  |  |  |  |  |  |  |  |  |  |  |  |  |  |  |  |
|  |  |                                                      |                                                      |                                                      |                                                      |                                                      |                                                      |                                                                                 |                                                                                 |                                                                                 |                                                                                 |                                                                                 |                                                                                 |                                                                                           |                                                                 |  |  |                                                                      |                                                                      |                                                                      |                                                                      |                                                                      |                                                                      |                                                                   |                                                                   |                                                                        |                                                                        |                                                                        |                                                                        |                                                                        |                                                                        |                                                                            |                                                                            |                                                                            |                                                                            |                                                                            |                                                                            |                                                                            |                                                                            |  |  |  |  |  |  |  |  |  |  |  |  |  |  |  |  |  |  |  |  |  |  |  |  |  |  |  |  |
|  |  | San Luis IX Rey de Francia                           | San Luis IX Rey de Francia                           | San Luis IX Rey de Francia                           | San Luis IX Rey de Francia                           | San Luis IX Rey de Francia                           | San Luis IX Rey de Francia                           |                                                                                 |                                                                                 | Jaime I El Conquistador Rey de Aragón y Conde de Barcelona                      | Jaime I El Conquistador Rey de Aragón y Conde de Barcelona                      | Jaime I El Conquistador Rey de Aragón y Conde de Barcelona                      | Jaime I El Conquistador Rey de Aragón y Conde de Barcelona                      | Jaime I El Conquistador Rey de Aragón y Conde de Barcelona                                | Jaime I El Conquistador Rey de Aragón y Conde de Barcelona      |  |  |                                                                      |                                                                      |                                                                      |                                                                      | Sancho IV Rey de Castilla y León                                     | Sancho IV Rey de Castilla y León                                     | Sancho IV Rey de Castilla y León                                  | Sancho IV Rey de Castilla y León                                  | Sancho IV Rey de Castilla y León                                       | Sancho IV Rey de Castilla y León                                       |                                                                        |                                                                        |                                                                        |                                                                        |                                                                            |                                                                            |                                                                            |                                                                            |                                                                            |                                                                            |                                                                            |                                                                            |  |  |  |  |  |  |  |  |  |  |  |  |  |  |  |  |  |  |  |  |  |  |  |  |  |  |  |  |
|  |  | San Luis IX Rey de Francia                           | San Luis IX Rey de Francia                           | San Luis IX Rey de Francia                           | San Luis IX Rey de Francia                           | San Luis IX Rey de Francia                           | San Luis IX Rey de Francia                           |                                                                                 |                                                                                 | Jaime I El Conquistador Rey de Aragón y Conde de Barcelona                      | Jaime I El Conquistador Rey de Aragón y Conde de Barcelona                      | Jaime I El Conquistador Rey de Aragón y Conde de Barcelona                      | Jaime I El Conquistador Rey de Aragón y Conde de Barcelona                      | Jaime I El Conquistador Rey de Aragón y Conde de Barcelona                                | Jaime I El Conquistador Rey de Aragón y Conde de Barcelona      |  |  |                                                                      |                                                                      |                                                                      |                                                                      | Sancho IV Rey de Castilla y León                                     | Sancho IV Rey de Castilla y León                                     | Sancho IV Rey de Castilla y León                                  | Sancho IV Rey de Castilla y León                                  | Sancho IV Rey de Castilla y León                                       | Sancho IV Rey de Castilla y León                                       |                                                                        |                                                                        |                                                                        |                                                                        |                                                                            |                                                                            |                                                                            |                                                                            |                                                                            |                                                                            |                                                                            |                                                                            |  |  |  |  |  |  |  |  |  |  |  |  |  |  |  |  |  |  |  |  |  |  |  |  |  |  |  |  |
|  |  | Felipe III Rey de Francia                            | Felipe III Rey de Francia                            | Felipe III Rey de Francia                            | Felipe III Rey de Francia                            | Felipe III Rey de Francia                            | Felipe III Rey de Francia                            |                                                                                 |                                                                                 | Pedro III El Grande Rey de Aragón y Sicilia                                     | Pedro III El Grande Rey de Aragón y Sicilia                                     | Pedro III El Grande Rey de Aragón y Sicilia                                     | Pedro III El Grande Rey de Aragón y Sicilia                                     | Pedro III El Grande Rey de Aragón y Sicilia                                               | Pedro III El Grande Rey de Aragón y Sicilia                     |  |  |                                                                      |                                                                      |                                                                      |                                                                      | Fernando IV Rey de Castilla y León                                   | Fernando IV Rey de Castilla y León                                   | Fernando IV Rey de Castilla y León                                | Fernando IV Rey de Castilla y León                                | Fernando IV Rey de Castilla y León                                     | Fernando IV Rey de Castilla y León                                     |                                                                        |                                                                        |                                                                        |                                                                        |                                                                            |                                                                            |                                                                            |                                                                            |                                                                            |                                                                            |                                                                            |                                                                            |  |  |  |  |  |  |  |  |  |  |  |  |  |  |  |  |  |  |  |  |  |  |  |  |  |  |  |  |
|  |  | Felipe III Rey de Francia                            | Felipe III Rey de Francia                            | Felipe III Rey de Francia                            | Felipe III Rey de Francia                            | Felipe III Rey de Francia                            | Felipe III Rey de Francia                            |                                                                                 |                                                                                 | Pedro III El Grande Rey de Aragón y Sicilia                                     | Pedro III El Grande Rey de Aragón y Sicilia                                     | Pedro III El Grande Rey de Aragón y Sicilia                                     | Pedro III El Grande Rey de Aragón y Sicilia                                     | Pedro III El Grande Rey de Aragón y Sicilia                                               | Pedro III El Grande Rey de Aragón y Sicilia                     |  |  |                                                                      |                                                                      |                                                                      |                                                                      | Fernando IV Rey de Castilla y León                                   | Fernando IV Rey de Castilla y León                                   | Fernando IV Rey de Castilla y León                                | Fernando IV Rey de Castilla y León                                | Fernando IV Rey de Castilla y León                                     | Fernando IV Rey de Castilla y León                                     |                                                                        |                                                                        |                                                                        |                                                                        |                                                                            |                                                                            |                                                                            |                                                                            |                                                                            |                                                                            |                                                                            |                                                                            |  |  |  |  |  |  |  |  |  |  |  |  |  |  |  |  |  |  |  |  |  |  |  |  |  |  |  |  |
|  |  | Luis de Évreux Conde de Évreux                       | Luis de Évreux Conde de Évreux                       | Luis de Évreux Conde de Évreux                       | Luis de Évreux Conde de Évreux                       | Luis de Évreux Conde de Évreux                       | Luis de Évreux Conde de Évreux                       |                                                                                 |                                                                                 | Jaime II Rey de Aragón y Sicilia                                                | Jaime II Rey de Aragón y Sicilia                                                | Jaime II Rey de Aragón y Sicilia                                                | Jaime II Rey de Aragón y Sicilia                                                | Jaime II Rey de Aragón y Sicilia                                                          | Jaime II Rey de Aragón y Sicilia                                |  |  |                                                                      |                                                                      |                                                                      |                                                                      | Alfonso XI Rey de Castilla y León                                    | Alfonso XI Rey de Castilla y León                                    | Alfonso XI Rey de Castilla y León                                 | Alfonso XI Rey de Castilla y León                                 | Alfonso XI Rey de Castilla y León                                      | Alfonso XI Rey de Castilla y León                                      |                                                                        |                                                                        |                                                                        |                                                                        |                                                                            |                                                                            |                                                                            |                                                                            |                                                                            |                                                                            |                                                                            |                                                                            |  |  |  |  |  |  |  |  |  |  |  |  |  |  |  |  |  |  |  |  |  |  |  |  |  |  |  |  |
|  |  | Luis de Évreux Conde de Évreux                       | Luis de Évreux Conde de Évreux                       | Luis de Évreux Conde de Évreux                       | Luis de Évreux Conde de Évreux                       | Luis de Évreux Conde de Évreux                       | Luis de Évreux Conde de Évreux                       |                                                                                 |                                                                                 | Jaime II Rey de Aragón y Sicilia                                                | Jaime II Rey de Aragón y Sicilia                                                | Jaime II Rey de Aragón y Sicilia                                                | Jaime II Rey de Aragón y Sicilia                                                | Jaime II Rey de Aragón y Sicilia                                                          | Jaime II Rey de Aragón y Sicilia                                |  |  |                                                                      |                                                                      |                                                                      |                                                                      | Alfonso XI Rey de Castilla y León                                    | Alfonso XI Rey de Castilla y León                                    | Alfonso XI Rey de Castilla y León                                 | Alfonso XI Rey de Castilla y León                                 | Alfonso XI Rey de Castilla y León                                      | Alfonso XI Rey de Castilla y León                                      |                                                                        |                                                                        |                                                                        |                                                                        |                                                                            |                                                                            |                                                                            |                                                                            |                                                                            |                                                                            |                                                                            |                                                                            |  |  |  |  |  |  |  |  |  |  |  |  |  |  |  |  |  |  |  |  |  |  |  |  |  |  |  |  |
|  |  | Felipe III Rey de Navarra Conde de Évreux            | Felipe III Rey de Navarra Conde de Évreux            | Felipe III Rey de Navarra Conde de Évreux            | Felipe III Rey de Navarra Conde de Évreux            | Felipe III Rey de Navarra Conde de Évreux            | Felipe III Rey de Navarra Conde de Évreux            |                                                                                 |                                                                                 | Alfonso IV Rey de Aragón                                                        | Alfonso IV Rey de Aragón                                                        | Alfonso IV Rey de Aragón                                                        | Alfonso IV Rey de Aragón                                                        | Alfonso IV Rey de Aragón                                                                  | Alfonso IV Rey de Aragón                                        |  |  |                                                                      |                                                                      |                                                                      |                                                                      | Enrique II Rey de Castilla y León                                    | Enrique II Rey de Castilla y León                                    | Enrique II Rey de Castilla y León                                 | Enrique II Rey de Castilla y León                                 | Enrique II Rey de Castilla y León                                      | Enrique II Rey de Castilla y León                                      |                                                                        |                                                                        |                                                                        |                                                                        |                                                                            |                                                                            |                                                                            |                                                                            |                                                                            |                                                                            |                                                                            |                                                                            |  |  |  |  |  |  |  |  |  |  |  |  |  |  |  |  |  |  |  |  |  |  |  |  |  |  |  |  |
|  |  | Felipe III Rey de Navarra Conde de Évreux            | Felipe III Rey de Navarra Conde de Évreux            | Felipe III Rey de Navarra Conde de Évreux            | Felipe III Rey de Navarra Conde de Évreux            | Felipe III Rey de Navarra Conde de Évreux            | Felipe III Rey de Navarra Conde de Évreux            |                                                                                 |                                                                                 | Alfonso IV Rey de Aragón                                                        | Alfonso IV Rey de Aragón                                                        | Alfonso IV Rey de Aragón                                                        | Alfonso IV Rey de Aragón                                                        | Alfonso IV Rey de Aragón                                                                  | Alfonso IV Rey de Aragón                                        |  |  |                                                                      |                                                                      |                                                                      |                                                                      | Enrique II Rey de Castilla y León                                    | Enrique II Rey de Castilla y León                                    | Enrique II Rey de Castilla y León                                 | Enrique II Rey de Castilla y León                                 | Enrique II Rey de Castilla y León                                      | Enrique II Rey de Castilla y León                                      |                                                                        |                                                                        |                                                                        |                                                                        |                                                                            |                                                                            |                                                                            |                                                                            |                                                                            |                                                                            |                                                                            |                                                                            |  |  |  |  |  |  |  |  |  |  |  |  |  |  |  |  |  |  |  |  |  |  |  |  |  |  |  |  |
|  |  |                                                      |                                                      |                                                      |                                                      |                                                      |                                                      |                                                                                 |                                                                                 |                                                                                 |                                                                                 |                                                                                 |                                                                                 |                                                                                           |                                                                 |  |  |                                                                      |                                                                      |                                                                      |                                                                      |                                                                      |                                                                      |                                                                   |                                                                   |                                                                        |                                                                        |                                                                        |                                                                        |                                                                        |                                                                        |                                                                            |                                                                            |                                                                            |                                                                            |                                                                            |                                                                            |                                                                            |                                                                            |  |  |  |  |  |  |  |  |  |  |  |  |  |  |  |  |  |  |  |  |  |  |  |  |  |  |  |  |
|  |  | Luis de Évreux Duque de Durazzo                      | Luis de Évreux Duque de Durazzo                      | Luis de Évreux Duque de Durazzo                      | Luis de Évreux Duque de Durazzo                      | Luis de Évreux Duque de Durazzo                      | Luis de Évreux Duque de Durazzo                      |                                                                                 |                                                                                 | Pedro IV Rey de Aragón                                                          | Pedro IV Rey de Aragón                                                          | Pedro IV Rey de Aragón                                                          | Pedro IV Rey de Aragón                                                          | Pedro IV Rey de Aragón                                                                    | Pedro IV Rey de Aragón                                          |  |  | Sucesión legítima en la Corona de Castilla y Aragón                  | Sucesión legítima en la Corona de Castilla y Aragón                  | Sucesión legítima en la Corona de Castilla y Aragón                  | Sucesión legítima en la Corona de Castilla y Aragón                  | Sucesión legítima en la Corona de Castilla y Aragón                  | Sucesión legítima en la Corona de Castilla y Aragón                  |                                                                   |                                                                   | Beatriz de Castilla y Ponce de León Condesa de Niebla                  | Beatriz de Castilla y Ponce de León Condesa de Niebla                  | Beatriz de Castilla y Ponce de León Condesa de Niebla                  | Beatriz de Castilla y Ponce de León Condesa de Niebla                  | Beatriz de Castilla y Ponce de León Condesa de Niebla                  | Beatriz de Castilla y Ponce de León Condesa de Niebla                  |                                                                            |                                                                            | Fadrique de Castilla y Ponce de León I Duque de Benavente                  | Fadrique de Castilla y Ponce de León I Duque de Benavente                  | Fadrique de Castilla y Ponce de León I Duque de Benavente                  | Fadrique de Castilla y Ponce de León I Duque de Benavente                  | Fadrique de Castilla y Ponce de León I Duque de Benavente                  | Fadrique de Castilla y Ponce de León I Duque de Benavente                  |  |  |  |  |  |  |  |  |  |  |  |  |  |  |  |  |  |  |  |  |  |  |  |  |  |  |  |  |
|  |  | Luis de Évreux Duque de Durazzo                      | Luis de Évreux Duque de Durazzo                      | Luis de Évreux Duque de Durazzo                      | Luis de Évreux Duque de Durazzo                      | Luis de Évreux Duque de Durazzo                      | Luis de Évreux Duque de Durazzo                      |                                                                                 |                                                                                 | Pedro IV Rey de Aragón                                                          | Pedro IV Rey de Aragón                                                          | Pedro IV Rey de Aragón                                                          | Pedro IV Rey de Aragón                                                          | Pedro IV Rey de Aragón                                                                    | Pedro IV Rey de Aragón                                          |  |  | Sucesión legítima en la Corona de Castilla y Aragón                  | Sucesión legítima en la Corona de Castilla y Aragón                  | Sucesión legítima en la Corona de Castilla y Aragón                  | Sucesión legítima en la Corona de Castilla y Aragón                  | Sucesión legítima en la Corona de Castilla y Aragón                  | Sucesión legítima en la Corona de Castilla y Aragón                  |                                                                   |                                                                   | Beatriz de Castilla y Ponce de León Condesa de Niebla                  | Beatriz de Castilla y Ponce de León Condesa de Niebla                  | Beatriz de Castilla y Ponce de León Condesa de Niebla                  | Beatriz de Castilla y Ponce de León Condesa de Niebla                  | Beatriz de Castilla y Ponce de León Condesa de Niebla                  | Beatriz de Castilla y Ponce de León Condesa de Niebla                  |                                                                            |                                                                            | Fadrique de Castilla y Ponce de León I Duque de Benavente                  | Fadrique de Castilla y Ponce de León I Duque de Benavente                  | Fadrique de Castilla y Ponce de León I Duque de Benavente                  | Fadrique de Castilla y Ponce de León I Duque de Benavente                  | Fadrique de Castilla y Ponce de León I Duque de Benavente                  | Fadrique de Castilla y Ponce de León I Duque de Benavente                  |  |  |  |  |  |  |  |  |  |  |  |  |  |  |  |  |  |  |  |  |  |  |  |  |  |  |  |  |
|  |  | Carlos de Beaumont Señor de Asiain                   | Carlos de Beaumont Señor de Asiain                   | Carlos de Beaumont Señor de Asiain                   | Carlos de Beaumont Señor de Asiain                   | Carlos de Beaumont Señor de Asiain                   | Carlos de Beaumont Señor de Asiain                   |                                                                                 |                                                                                 | Leonor de Aragón Reina consorte de Castilla                                     | Leonor de Aragón Reina consorte de Castilla                                     | Leonor de Aragón Reina consorte de Castilla                                     | Leonor de Aragón Reina consorte de Castilla                                     | Leonor de Aragón Reina consorte de Castilla                                               | Leonor de Aragón Reina consorte de Castilla                     |  |  | Juan I Rey de Castilla y León                                        | Juan I Rey de Castilla y León                                        | Juan I Rey de Castilla y León                                        | Juan I Rey de Castilla y León                                        | Juan I Rey de Castilla y León                                        | Juan I Rey de Castilla y León                                        |                                                                   |                                                                   | Enrique de Guzmán II Conde de Niebla                                   | Enrique de Guzmán II Conde de Niebla                                   | Enrique de Guzmán II Conde de Niebla                                   | Enrique de Guzmán II Conde de Niebla                                   | Enrique de Guzmán II Conde de Niebla                                   | Enrique de Guzmán II Conde de Niebla                                   |                                                                            |                                                                            | Leonor de Castilla                                                         | Leonor de Castilla                                                         | Leonor de Castilla                                                         | Leonor de Castilla                                                         | Leonor de Castilla                                                         | Leonor de Castilla                                                         |  |  |  |  |  |  |  |  |  |  |  |  |  |  |  |  |  |  |  |  |  |  |  |  |  |  |  |  |
|  |  | Carlos de Beaumont Señor de Asiain                   | Carlos de Beaumont Señor de Asiain                   | Carlos de Beaumont Señor de Asiain                   | Carlos de Beaumont Señor de Asiain                   | Carlos de Beaumont Señor de Asiain                   | Carlos de Beaumont Señor de Asiain                   |                                                                                 |                                                                                 | Leonor de Aragón Reina consorte de Castilla                                     | Leonor de Aragón Reina consorte de Castilla                                     | Leonor de Aragón Reina consorte de Castilla                                     | Leonor de Aragón Reina consorte de Castilla                                     | Leonor de Aragón Reina consorte de Castilla                                               | Leonor de Aragón Reina consorte de Castilla                     |  |  | Juan I Rey de Castilla y León                                        | Juan I Rey de Castilla y León                                        | Juan I Rey de Castilla y León                                        | Juan I Rey de Castilla y León                                        | Juan I Rey de Castilla y León                                        | Juan I Rey de Castilla y León                                        |                                                                   |                                                                   | Enrique de Guzmán II Conde de Niebla                                   | Enrique de Guzmán II Conde de Niebla                                   | Enrique de Guzmán II Conde de Niebla                                   | Enrique de Guzmán II Conde de Niebla                                   | Enrique de Guzmán II Conde de Niebla                                   | Enrique de Guzmán II Conde de Niebla                                   |                                                                            |                                                                            | Leonor de Castilla                                                         | Leonor de Castilla                                                         | Leonor de Castilla                                                         | Leonor de Castilla                                                         | Leonor de Castilla                                                         | Leonor de Castilla                                                         |  |  |  |  |  |  |  |  |  |  |  |  |  |  |  |  |  |  |  |  |  |  |  |  |  |  |  |  |
|  |  |                                                      |                                                      |                                                      |                                                      |                                                      |                                                      |                                                                                 |                                                                                 |                                                                                 |                                                                                 |                                                                                 |                                                                                 |                                                                                           |                                                                 |  |  |                                                                      |                                                                      |                                                                      |                                                                      |                                                                      |                                                                      |                                                                   |                                                                   |                                                                        |                                                                        |                                                                        |                                                                        |                                                                        |                                                                        |                                                                            |                                                                            |                                                                            |                                                                            |                                                                            |                                                                            |                                                                            |                                                                            |  |  |  |  |  |  |  |  |  |  |  |  |  |  |  |  |  |  |  |  |  |  |  |  |  |  |  |  |
|  |  |                                                      |                                                      |                                                      |                                                      |                                                      |                                                      |                                                                                 |                                                                                 |                                                                                 |                                                                                 |                                                                                 |                                                                                 |                                                                                           |                                                                 |  |  |                                                                      |                                                                      |                                                                      |                                                                      |                                                                      |                                                                      |                                                                   |                                                                   |                                                                        |                                                                        |                                                                        |                                                                        |                                                                        |                                                                        |                                                                            |                                                                            |                                                                            |                                                                            |                                                                            |                                                                            |                                                                            |                                                                            |  |  |  |  |  |  |  |  |  |  |  |  |  |  |  |  |  |  |  |  |  |  |  |  |  |  |  |  |
|  |  | Margarita de Beaumont Vizcondesa de Baigorri         | Margarita de Beaumont Vizcondesa de Baigorri         | Margarita de Beaumont Vizcondesa de Baigorri         | Margarita de Beaumont Vizcondesa de Baigorri         | Margarita de Beaumont Vizcondesa de Baigorri         | Margarita de Beaumont Vizcondesa de Baigorri         |                                                                                 |                                                                                 | Fernando I Rey de Aragón y Sicilia                                              | Fernando I Rey de Aragón y Sicilia                                              | Fernando I Rey de Aragón y Sicilia                                              | Fernando I Rey de Aragón y Sicilia                                              | Fernando I Rey de Aragón y Sicilia                                                        | Fernando I Rey de Aragón y Sicilia                              |  |  | Enrique III Rey de Castilla y León Sucesión en la Corona de Castilla | Enrique III Rey de Castilla y León Sucesión en la Corona de Castilla | Enrique III Rey de Castilla y León Sucesión en la Corona de Castilla | Enrique III Rey de Castilla y León Sucesión en la Corona de Castilla | Enrique III Rey de Castilla y León Sucesión en la Corona de Castilla | Enrique III Rey de Castilla y León Sucesión en la Corona de Castilla |                                                                   |                                                                   | Juan Alonso Pérez de Guzmán I Duque de Medina Sidonia                  | Juan Alonso Pérez de Guzmán I Duque de Medina Sidonia                  | Juan Alonso Pérez de Guzmán I Duque de Medina Sidonia                  | Juan Alonso Pérez de Guzmán I Duque de Medina Sidonia                  | Juan Alonso Pérez de Guzmán I Duque de Medina Sidonia                  | Juan Alonso Pérez de Guzmán I Duque de Medina Sidonia                  |                                                                            |                                                                            | Beatriz Manrique de Lara y Castilla Condesa de Haro                        | Beatriz Manrique de Lara y Castilla Condesa de Haro                        | Beatriz Manrique de Lara y Castilla Condesa de Haro                        | Beatriz Manrique de Lara y Castilla Condesa de Haro                        | Beatriz Manrique de Lara y Castilla Condesa de Haro                        | Beatriz Manrique de Lara y Castilla Condesa de Haro                        |  |  |  |  |  |  |  |  |  |  |  |  |  |  |  |  |  |  |  |  |  |  |  |  |  |  |  |  |
|  |  | Margarita de Beaumont Vizcondesa de Baigorri         | Margarita de Beaumont Vizcondesa de Baigorri         | Margarita de Beaumont Vizcondesa de Baigorri         | Margarita de Beaumont Vizcondesa de Baigorri         | Margarita de Beaumont Vizcondesa de Baigorri         | Margarita de Beaumont Vizcondesa de Baigorri         |                                                                                 |                                                                                 | Fernando I Rey de Aragón y Sicilia                                              | Fernando I Rey de Aragón y Sicilia                                              | Fernando I Rey de Aragón y Sicilia                                              | Fernando I Rey de Aragón y Sicilia                                              | Fernando I Rey de Aragón y Sicilia                                                        | Fernando I Rey de Aragón y Sicilia                              |  |  | Enrique III Rey de Castilla y León Sucesión en la Corona de Castilla | Enrique III Rey de Castilla y León Sucesión en la Corona de Castilla | Enrique III Rey de Castilla y León Sucesión en la Corona de Castilla | Enrique III Rey de Castilla y León Sucesión en la Corona de Castilla | Enrique III Rey de Castilla y León Sucesión en la Corona de Castilla | Enrique III Rey de Castilla y León Sucesión en la Corona de Castilla |                                                                   |                                                                   | Juan Alonso Pérez de Guzmán I Duque de Medina Sidonia                  | Juan Alonso Pérez de Guzmán I Duque de Medina Sidonia                  | Juan Alonso Pérez de Guzmán I Duque de Medina Sidonia                  | Juan Alonso Pérez de Guzmán I Duque de Medina Sidonia                  | Juan Alonso Pérez de Guzmán I Duque de Medina Sidonia                  | Juan Alonso Pérez de Guzmán I Duque de Medina Sidonia                  |                                                                            |                                                                            | Beatriz Manrique de Lara y Castilla Condesa de Haro                        | Beatriz Manrique de Lara y Castilla Condesa de Haro                        | Beatriz Manrique de Lara y Castilla Condesa de Haro                        | Beatriz Manrique de Lara y Castilla Condesa de Haro                        | Beatriz Manrique de Lara y Castilla Condesa de Haro                        | Beatriz Manrique de Lara y Castilla Condesa de Haro                        |  |  |  |  |  |  |  |  |  |  |  |  |  |  |  |  |  |  |  |  |  |  |  |  |  |  |  |  |
|  |  | Felipe de Echauz y Beaumont XVI Vizconde de Baigorri | Felipe de Echauz y Beaumont XVI Vizconde de Baigorri | Felipe de Echauz y Beaumont XVI Vizconde de Baigorri | Felipe de Echauz y Beaumont XVI Vizconde de Baigorri | Felipe de Echauz y Beaumont XVI Vizconde de Baigorri | Felipe de Echauz y Beaumont XVI Vizconde de Baigorri |                                                                                 |                                                                                 | Juan II Rey de Aragón, Sicilia y Navarra                                        | Juan II Rey de Aragón, Sicilia y Navarra                                        | Juan II Rey de Aragón, Sicilia y Navarra                                        | Juan II Rey de Aragón, Sicilia y Navarra                                        | Juan II Rey de Aragón, Sicilia y Navarra                                                  | Juan II Rey de Aragón, Sicilia y Navarra                        |  |  |                                                                      |                                                                      |                                                                      |                                                                      |                                                                      |                                                                      |                                                                   |                                                                   | Enrique Pérez de Guzmán II Duque de Medina Sidonia                     | Enrique Pérez de Guzmán II Duque de Medina Sidonia                     | Enrique Pérez de Guzmán II Duque de Medina Sidonia                     | Enrique Pérez de Guzmán II Duque de Medina Sidonia                     | Enrique Pérez de Guzmán II Duque de Medina Sidonia                     | Enrique Pérez de Guzmán II Duque de Medina Sidonia                     |                                                                            |                                                                            | Pedro de Velasco I condestable de Castilla II Conde de Haro                | Pedro de Velasco I condestable de Castilla II Conde de Haro                | Pedro de Velasco I condestable de Castilla II Conde de Haro                | Pedro de Velasco I condestable de Castilla II Conde de Haro                | Pedro de Velasco I condestable de Castilla II Conde de Haro                | Pedro de Velasco I condestable de Castilla II Conde de Haro                |  |  |  |  |  |  |  |  |  |  |  |  |  |  |  |  |  |  |  |  |  |  |  |  |  |  |  |  |
|  |  | Felipe de Echauz y Beaumont XVI Vizconde de Baigorri | Felipe de Echauz y Beaumont XVI Vizconde de Baigorri | Felipe de Echauz y Beaumont XVI Vizconde de Baigorri | Felipe de Echauz y Beaumont XVI Vizconde de Baigorri | Felipe de Echauz y Beaumont XVI Vizconde de Baigorri | Felipe de Echauz y Beaumont XVI Vizconde de Baigorri |                                                                                 |                                                                                 | Juan II Rey de Aragón, Sicilia y Navarra                                        | Juan II Rey de Aragón, Sicilia y Navarra                                        | Juan II Rey de Aragón, Sicilia y Navarra                                        | Juan II Rey de Aragón, Sicilia y Navarra                                        | Juan II Rey de Aragón, Sicilia y Navarra                                                  | Juan II Rey de Aragón, Sicilia y Navarra                        |  |  |                                                                      |                                                                      |                                                                      |                                                                      |                                                                      |                                                                      |                                                                   |                                                                   | Enrique Pérez de Guzmán II Duque de Medina Sidonia                     | Enrique Pérez de Guzmán II Duque de Medina Sidonia                     | Enrique Pérez de Guzmán II Duque de Medina Sidonia                     | Enrique Pérez de Guzmán II Duque de Medina Sidonia                     | Enrique Pérez de Guzmán II Duque de Medina Sidonia                     | Enrique Pérez de Guzmán II Duque de Medina Sidonia                     |                                                                            |                                                                            | Pedro de Velasco I condestable de Castilla II Conde de Haro                | Pedro de Velasco I condestable de Castilla II Conde de Haro                | Pedro de Velasco I condestable de Castilla II Conde de Haro                | Pedro de Velasco I condestable de Castilla II Conde de Haro                | Pedro de Velasco I condestable de Castilla II Conde de Haro                | Pedro de Velasco I condestable de Castilla II Conde de Haro                |  |  |  |  |  |  |  |  |  |  |  |  |  |  |  |  |  |  |  |  |  |  |  |  |  |  |  |  |
|  |  | Gracián de Echauz                                    | Gracián de Echauz                                    | Gracián de Echauz                                    | Gracián de Echauz                                    | Gracián de Echauz                                    | Gracián de Echauz                                    |                                                                                 |                                                                                 | Leonor de Aragón Condesa de Lerín                                               | Leonor de Aragón Condesa de Lerín                                               | Leonor de Aragón Condesa de Lerín                                               | Leonor de Aragón Condesa de Lerín                                               | Leonor de Aragón Condesa de Lerín                                                         | Leonor de Aragón Condesa de Lerín                               |  |  |                                                                      |                                                                      |                                                                      |                                                                      |                                                                      |                                                                      |                                                                   |                                                                   | Juan Alonso Pérez de Guzmán III Duque de Medina Sidonia                | Juan Alonso Pérez de Guzmán III Duque de Medina Sidonia                | Juan Alonso Pérez de Guzmán III Duque de Medina Sidonia                | Juan Alonso Pérez de Guzmán III Duque de Medina Sidonia                | Juan Alonso Pérez de Guzmán III Duque de Medina Sidonia                | Juan Alonso Pérez de Guzmán III Duque de Medina Sidonia                |                                                                            |                                                                            | Iñigo de Velasco III Condestable de Castilla II Duque de Frías             | Iñigo de Velasco III Condestable de Castilla II Duque de Frías             | Iñigo de Velasco III Condestable de Castilla II Duque de Frías             | Iñigo de Velasco III Condestable de Castilla II Duque de Frías             | Iñigo de Velasco III Condestable de Castilla II Duque de Frías             | Iñigo de Velasco III Condestable de Castilla II Duque de Frías             |  |  |  |  |  |  |  |  |  |  |  |  |  |  |  |  |  |  |  |  |  |  |  |  |  |  |  |  |
|  |  | Gracián de Echauz                                    | Gracián de Echauz                                    | Gracián de Echauz                                    | Gracián de Echauz                                    | Gracián de Echauz                                    | Gracián de Echauz                                    |                                                                                 |                                                                                 | Leonor de Aragón Condesa de Lerín                                               | Leonor de Aragón Condesa de Lerín                                               | Leonor de Aragón Condesa de Lerín                                               | Leonor de Aragón Condesa de Lerín                                               | Leonor de Aragón Condesa de Lerín                                                         | Leonor de Aragón Condesa de Lerín                               |  |  |                                                                      |                                                                      |                                                                      |                                                                      |                                                                      |                                                                      |                                                                   |                                                                   | Juan Alonso Pérez de Guzmán III Duque de Medina Sidonia                | Juan Alonso Pérez de Guzmán III Duque de Medina Sidonia                | Juan Alonso Pérez de Guzmán III Duque de Medina Sidonia                | Juan Alonso Pérez de Guzmán III Duque de Medina Sidonia                | Juan Alonso Pérez de Guzmán III Duque de Medina Sidonia                | Juan Alonso Pérez de Guzmán III Duque de Medina Sidonia                |                                                                            |                                                                            | Iñigo de Velasco III Condestable de Castilla II Duque de Frías             | Iñigo de Velasco III Condestable de Castilla II Duque de Frías             | Iñigo de Velasco III Condestable de Castilla II Duque de Frías             | Iñigo de Velasco III Condestable de Castilla II Duque de Frías             | Iñigo de Velasco III Condestable de Castilla II Duque de Frías             | Iñigo de Velasco III Condestable de Castilla II Duque de Frías             |  |  |  |  |  |  |  |  |  |  |  |  |  |  |  |  |  |  |  |  |  |  |  |  |  |  |  |  |
|  |  | Antonio de Echauz y Labero                           | Antonio de Echauz y Labero                           | Antonio de Echauz y Labero                           | Antonio de Echauz y Labero                           | Antonio de Echauz y Labero                           | Antonio de Echauz y Labero                           |                                                                                 |                                                                                 | Luis de Beaumont III Conde de Lerín                                             | Luis de Beaumont III Conde de Lerín                                             | Luis de Beaumont III Conde de Lerín                                             | Luis de Beaumont III Conde de Lerín                                             | Luis de Beaumont III Conde de Lerín                                                       | Luis de Beaumont III Conde de Lerín                             |  |  |                                                                      |                                                                      |                                                                      |                                                                      |                                                                      |                                                                      |                                                                   |                                                                   | Juan Alonso Pérez de Guzmán VI Duque de Medina Sidonia                 | Juan Alonso Pérez de Guzmán VI Duque de Medina Sidonia                 | Juan Alonso Pérez de Guzmán VI Duque de Medina Sidonia                 | Juan Alonso Pérez de Guzmán VI Duque de Medina Sidonia                 | Juan Alonso Pérez de Guzmán VI Duque de Medina Sidonia                 | Juan Alonso Pérez de Guzmán VI Duque de Medina Sidonia                 |                                                                            |                                                                            | Juan Sánchez de Velasco y Tovar I Marqués de Berlanga                      | Juan Sánchez de Velasco y Tovar I Marqués de Berlanga                      | Juan Sánchez de Velasco y Tovar I Marqués de Berlanga                      | Juan Sánchez de Velasco y Tovar I Marqués de Berlanga                      | Juan Sánchez de Velasco y Tovar I Marqués de Berlanga                      | Juan Sánchez de Velasco y Tovar I Marqués de Berlanga                      |  |  |  |  |  |  |  |  |  |  |  |  |  |  |  |  |  |  |  |  |  |  |  |  |  |  |  |  |
|  |  | Antonio de Echauz y Labero                           | Antonio de Echauz y Labero                           | Antonio de Echauz y Labero                           | Antonio de Echauz y Labero                           | Antonio de Echauz y Labero                           | Antonio de Echauz y Labero                           |                                                                                 |                                                                                 | Luis de Beaumont III Conde de Lerín                                             | Luis de Beaumont III Conde de Lerín                                             | Luis de Beaumont III Conde de Lerín                                             | Luis de Beaumont III Conde de Lerín                                             | Luis de Beaumont III Conde de Lerín                                                       | Luis de Beaumont III Conde de Lerín                             |  |  |                                                                      |                                                                      |                                                                      |                                                                      |                                                                      |                                                                      |                                                                   |                                                                   | Juan Alonso Pérez de Guzmán VI Duque de Medina Sidonia                 | Juan Alonso Pérez de Guzmán VI Duque de Medina Sidonia                 | Juan Alonso Pérez de Guzmán VI Duque de Medina Sidonia                 | Juan Alonso Pérez de Guzmán VI Duque de Medina Sidonia                 | Juan Alonso Pérez de Guzmán VI Duque de Medina Sidonia                 | Juan Alonso Pérez de Guzmán VI Duque de Medina Sidonia                 |                                                                            |                                                                            | Juan Sánchez de Velasco y Tovar I Marqués de Berlanga                      | Juan Sánchez de Velasco y Tovar I Marqués de Berlanga                      | Juan Sánchez de Velasco y Tovar I Marqués de Berlanga                      | Juan Sánchez de Velasco y Tovar I Marqués de Berlanga                      | Juan Sánchez de Velasco y Tovar I Marqués de Berlanga                      | Juan Sánchez de Velasco y Tovar I Marqués de Berlanga                      |  |  |  |  |  |  |  |  |  |  |  |  |  |  |  |  |  |  |  |  |  |  |  |  |  |  |  |  |
|  |  | Juan de Echauz y Santisteban                         | Juan de Echauz y Santisteban                         | Juan de Echauz y Santisteban                         | Juan de Echauz y Santisteban                         | Juan de Echauz y Santisteban                         | Juan de Echauz y Santisteban                         |                                                                                 |                                                                                 | Pedro de Beaumont y Navarra                                                     | Pedro de Beaumont y Navarra                                                     | Pedro de Beaumont y Navarra                                                     | Pedro de Beaumont y Navarra                                                     | Pedro de Beaumont y Navarra                                                               | Pedro de Beaumont y Navarra                                     |  |  | Carlos V Emperador del Sacro Imperio Rey de España                   | Carlos V Emperador del Sacro Imperio Rey de España                   | Carlos V Emperador del Sacro Imperio Rey de España                   | Carlos V Emperador del Sacro Imperio Rey de España                   | Carlos V Emperador del Sacro Imperio Rey de España                   | Carlos V Emperador del Sacro Imperio Rey de España                   |                                                                   |                                                                   | Juan Claros de Guzmán IX Conde de Niebla                               | Juan Claros de Guzmán IX Conde de Niebla                               | Juan Claros de Guzmán IX Conde de Niebla                               | Juan Claros de Guzmán IX Conde de Niebla                               | Juan Claros de Guzmán IX Conde de Niebla                               | Juan Claros de Guzmán IX Conde de Niebla                               |                                                                            |                                                                            | Íñigo Fernández de Velasco y Tovar IV Duque de Frías                       | Íñigo Fernández de Velasco y Tovar IV Duque de Frías                       | Íñigo Fernández de Velasco y Tovar IV Duque de Frías                       | Íñigo Fernández de Velasco y Tovar IV Duque de Frías                       | Íñigo Fernández de Velasco y Tovar IV Duque de Frías                       | Íñigo Fernández de Velasco y Tovar IV Duque de Frías                       |  |  |  |  |  |  |  |  |  |  |  |  |  |  |  |  |  |  |  |  |  |  |  |  |  |  |  |  |
|  |  | Juan de Echauz y Santisteban                         | Juan de Echauz y Santisteban                         | Juan de Echauz y Santisteban                         | Juan de Echauz y Santisteban                         | Juan de Echauz y Santisteban                         | Juan de Echauz y Santisteban                         |                                                                                 |                                                                                 | Pedro de Beaumont y Navarra                                                     | Pedro de Beaumont y Navarra                                                     | Pedro de Beaumont y Navarra                                                     | Pedro de Beaumont y Navarra                                                     | Pedro de Beaumont y Navarra                                                               | Pedro de Beaumont y Navarra                                     |  |  | Carlos V Emperador del Sacro Imperio Rey de España                   | Carlos V Emperador del Sacro Imperio Rey de España                   | Carlos V Emperador del Sacro Imperio Rey de España                   | Carlos V Emperador del Sacro Imperio Rey de España                   | Carlos V Emperador del Sacro Imperio Rey de España                   | Carlos V Emperador del Sacro Imperio Rey de España                   |                                                                   |                                                                   | Juan Claros de Guzmán IX Conde de Niebla                               | Juan Claros de Guzmán IX Conde de Niebla                               | Juan Claros de Guzmán IX Conde de Niebla                               | Juan Claros de Guzmán IX Conde de Niebla                               | Juan Claros de Guzmán IX Conde de Niebla                               | Juan Claros de Guzmán IX Conde de Niebla                               |                                                                            |                                                                            | Íñigo Fernández de Velasco y Tovar IV Duque de Frías                       | Íñigo Fernández de Velasco y Tovar IV Duque de Frías                       | Íñigo Fernández de Velasco y Tovar IV Duque de Frías                       | Íñigo Fernández de Velasco y Tovar IV Duque de Frías                       | Íñigo Fernández de Velasco y Tovar IV Duque de Frías                       | Íñigo Fernández de Velasco y Tovar IV Duque de Frías                       |  |  |  |  |  |  |  |  |  |  |  |  |  |  |  |  |  |  |  |  |  |  |  |  |  |  |  |  |
|  |  | Francisco de Echauz y Frías Regidor de Calahorra     | Francisco de Echauz y Frías Regidor de Calahorra     | Francisco de Echauz y Frías Regidor de Calahorra     | Francisco de Echauz y Frías Regidor de Calahorra     | Francisco de Echauz y Frías Regidor de Calahorra     | Francisco de Echauz y Frías Regidor de Calahorra     |                                                                                 |                                                                                 | Catalina Beaumont de Navarra y Porres                                           | Catalina Beaumont de Navarra y Porres                                           | Catalina Beaumont de Navarra y Porres                                           | Catalina Beaumont de Navarra y Porres                                           | Catalina Beaumont de Navarra y Porres                                                     | Catalina Beaumont de Navarra y Porres                           |  |  | Felipe II Rey de España                                              | Felipe II Rey de España                                              | Felipe II Rey de España                                              | Felipe II Rey de España                                              | Felipe II Rey de España                                              | Felipe II Rey de España                                              |                                                                   |                                                                   | Alonso Pérez de Guzmán VII Duque de Medina Sidonia                     | Alonso Pérez de Guzmán VII Duque de Medina Sidonia                     | Alonso Pérez de Guzmán VII Duque de Medina Sidonia                     | Alonso Pérez de Guzmán VII Duque de Medina Sidonia                     | Alonso Pérez de Guzmán VII Duque de Medina Sidonia                     | Alonso Pérez de Guzmán VII Duque de Medina Sidonia                     |                                                                            |                                                                            | Ana Maria de Velasco y Aragon Duquesa de Osuna                             | Ana Maria de Velasco y Aragon Duquesa de Osuna                             | Ana Maria de Velasco y Aragon Duquesa de Osuna                             | Ana Maria de Velasco y Aragon Duquesa de Osuna                             | Ana Maria de Velasco y Aragon Duquesa de Osuna                             | Ana Maria de Velasco y Aragon Duquesa de Osuna                             |  |  |  |  |  |  |  |  |  |  |  |  |  |  |  |  |  |  |  |  |  |  |  |  |  |  |  |  |
|  |  | Francisco de Echauz y Frías Regidor de Calahorra     | Francisco de Echauz y Frías Regidor de Calahorra     | Francisco de Echauz y Frías Regidor de Calahorra     | Francisco de Echauz y Frías Regidor de Calahorra     | Francisco de Echauz y Frías Regidor de Calahorra     | Francisco de Echauz y Frías Regidor de Calahorra     |                                                                                 |                                                                                 | Catalina Beaumont de Navarra y Porres                                           | Catalina Beaumont de Navarra y Porres                                           | Catalina Beaumont de Navarra y Porres                                           | Catalina Beaumont de Navarra y Porres                                           | Catalina Beaumont de Navarra y Porres                                                     | Catalina Beaumont de Navarra y Porres                           |  |  | Felipe II Rey de España                                              | Felipe II Rey de España                                              | Felipe II Rey de España                                              | Felipe II Rey de España                                              | Felipe II Rey de España                                              | Felipe II Rey de España                                              |                                                                   |                                                                   | Alonso Pérez de Guzmán VII Duque de Medina Sidonia                     | Alonso Pérez de Guzmán VII Duque de Medina Sidonia                     | Alonso Pérez de Guzmán VII Duque de Medina Sidonia                     | Alonso Pérez de Guzmán VII Duque de Medina Sidonia                     | Alonso Pérez de Guzmán VII Duque de Medina Sidonia                     | Alonso Pérez de Guzmán VII Duque de Medina Sidonia                     |                                                                            |                                                                            | Ana Maria de Velasco y Aragon Duquesa de Osuna                             | Ana Maria de Velasco y Aragon Duquesa de Osuna                             | Ana Maria de Velasco y Aragon Duquesa de Osuna                             | Ana Maria de Velasco y Aragon Duquesa de Osuna                             | Ana Maria de Velasco y Aragon Duquesa de Osuna                             | Ana Maria de Velasco y Aragon Duquesa de Osuna                             |  |  |  |  |  |  |  |  |  |  |  |  |  |  |  |  |  |  |  |  |  |  |  |  |  |  |  |  |
|  |  | Jerónimo de Echauz y Velasco Caballero de Calatrava  | Jerónimo de Echauz y Velasco Caballero de Calatrava  | Jerónimo de Echauz y Velasco Caballero de Calatrava  | Jerónimo de Echauz y Velasco Caballero de Calatrava  | Jerónimo de Echauz y Velasco Caballero de Calatrava  | Jerónimo de Echauz y Velasco Caballero de Calatrava  |                                                                                 |                                                                                 | Francisco Ayanz de Navarra y Beaumont VII señor de Guenduláin                   | Francisco Ayanz de Navarra y Beaumont VII señor de Guenduláin                   | Francisco Ayanz de Navarra y Beaumont VII señor de Guenduláin                   | Francisco Ayanz de Navarra y Beaumont VII señor de Guenduláin                   | Francisco Ayanz de Navarra y Beaumont VII señor de Guenduláin                             | Francisco Ayanz de Navarra y Beaumont VII señor de Guenduláin   |  |  | Catalina Micaela de Austria Infanta de España                        | Catalina Micaela de Austria Infanta de España                        | Catalina Micaela de Austria Infanta de España                        | Catalina Micaela de Austria Infanta de España                        | Catalina Micaela de Austria Infanta de España                        | Catalina Micaela de Austria Infanta de España                        |                                                                   |                                                                   | Manuel Alonso Pérez de Guzmán VIII Duque de Medina Sidonia             | Manuel Alonso Pérez de Guzmán VIII Duque de Medina Sidonia             | Manuel Alonso Pérez de Guzmán VIII Duque de Medina Sidonia             | Manuel Alonso Pérez de Guzmán VIII Duque de Medina Sidonia             | Manuel Alonso Pérez de Guzmán VIII Duque de Medina Sidonia             | Manuel Alonso Pérez de Guzmán VIII Duque de Medina Sidonia             |                                                                            |                                                                            | Pedro Téllez-Girón y Velasco III Duque de Osuna                            | Pedro Téllez-Girón y Velasco III Duque de Osuna                            | Pedro Téllez-Girón y Velasco III Duque de Osuna                            | Pedro Téllez-Girón y Velasco III Duque de Osuna                            | Pedro Téllez-Girón y Velasco III Duque de Osuna                            | Pedro Téllez-Girón y Velasco III Duque de Osuna                            |  |  |  |  |  |  |  |  |  |  |  |  |  |  |  |  |  |  |  |  |  |  |  |  |  |  |  |  |
|  |  | Jerónimo de Echauz y Velasco Caballero de Calatrava  | Jerónimo de Echauz y Velasco Caballero de Calatrava  | Jerónimo de Echauz y Velasco Caballero de Calatrava  | Jerónimo de Echauz y Velasco Caballero de Calatrava  | Jerónimo de Echauz y Velasco Caballero de Calatrava  | Jerónimo de Echauz y Velasco Caballero de Calatrava  |                                                                                 |                                                                                 | Francisco Ayanz de Navarra y Beaumont VII señor de Guenduláin                   | Francisco Ayanz de Navarra y Beaumont VII señor de Guenduláin                   | Francisco Ayanz de Navarra y Beaumont VII señor de Guenduláin                   | Francisco Ayanz de Navarra y Beaumont VII señor de Guenduláin                   | Francisco Ayanz de Navarra y Beaumont VII señor de Guenduláin                             | Francisco Ayanz de Navarra y Beaumont VII señor de Guenduláin   |  |  | Catalina Micaela de Austria Infanta de España                        | Catalina Micaela de Austria Infanta de España                        | Catalina Micaela de Austria Infanta de España                        | Catalina Micaela de Austria Infanta de España                        | Catalina Micaela de Austria Infanta de España                        | Catalina Micaela de Austria Infanta de España                        |                                                                   |                                                                   | Manuel Alonso Pérez de Guzmán VIII Duque de Medina Sidonia             | Manuel Alonso Pérez de Guzmán VIII Duque de Medina Sidonia             | Manuel Alonso Pérez de Guzmán VIII Duque de Medina Sidonia             | Manuel Alonso Pérez de Guzmán VIII Duque de Medina Sidonia             | Manuel Alonso Pérez de Guzmán VIII Duque de Medina Sidonia             | Manuel Alonso Pérez de Guzmán VIII Duque de Medina Sidonia             |                                                                            |                                                                            | Pedro Téllez-Girón y Velasco III Duque de Osuna                            | Pedro Téllez-Girón y Velasco III Duque de Osuna                            | Pedro Téllez-Girón y Velasco III Duque de Osuna                            | Pedro Téllez-Girón y Velasco III Duque de Osuna                            | Pedro Téllez-Girón y Velasco III Duque de Osuna                            | Pedro Téllez-Girón y Velasco III Duque de Osuna                            |  |  |  |  |  |  |  |  |  |  |  |  |  |  |  |  |  |  |  |  |  |  |  |  |  |  |  |  |
|  |  | Martín de Echauz y Velasco                           | Martín de Echauz y Velasco                           | Martín de Echauz y Velasco                           | Martín de Echauz y Velasco                           | Martín de Echauz y Velasco                           | Martín de Echauz y Velasco                           |                                                                                 |                                                                                 | Jerónimo Ayanz de Navarra y Garro I Conde de Guenduláin                         | Jerónimo Ayanz de Navarra y Garro I Conde de Guenduláin                         | Jerónimo Ayanz de Navarra y Garro I Conde de Guenduláin                         | Jerónimo Ayanz de Navarra y Garro I Conde de Guenduláin                         | Jerónimo Ayanz de Navarra y Garro I Conde de Guenduláin                                   | Jerónimo Ayanz de Navarra y Garro I Conde de Guenduláin         |  |  | Isabella de Savoia Princesa de Saboya                                | Isabella de Savoia Princesa de Saboya                                | Isabella de Savoia Princesa de Saboya                                | Isabella de Savoia Princesa de Saboya                                | Isabella de Savoia Princesa de Saboya                                | Isabella de Savoia Princesa de Saboya                                |                                                                   |                                                                   | Gaspar Alonso Pérez de Guzmán IX Duque de Medina Sidonia               | Gaspar Alonso Pérez de Guzmán IX Duque de Medina Sidonia               | Gaspar Alonso Pérez de Guzmán IX Duque de Medina Sidonia               | Gaspar Alonso Pérez de Guzmán IX Duque de Medina Sidonia               | Gaspar Alonso Pérez de Guzmán IX Duque de Medina Sidonia               | Gaspar Alonso Pérez de Guzmán IX Duque de Medina Sidonia               |                                                                            |                                                                            | Juan Téllez-Girón y Enríquez de Ribera IV Duque de Osuna                   | Juan Téllez-Girón y Enríquez de Ribera IV Duque de Osuna                   | Juan Téllez-Girón y Enríquez de Ribera IV Duque de Osuna                   | Juan Téllez-Girón y Enríquez de Ribera IV Duque de Osuna                   | Juan Téllez-Girón y Enríquez de Ribera IV Duque de Osuna                   | Juan Téllez-Girón y Enríquez de Ribera IV Duque de Osuna                   |  |  |  |  |  |  |  |  |  |  |  |  |  |  |  |  |  |  |  |  |  |  |  |  |  |  |  |  |
|  |  | Martín de Echauz y Velasco                           | Martín de Echauz y Velasco                           | Martín de Echauz y Velasco                           | Martín de Echauz y Velasco                           | Martín de Echauz y Velasco                           | Martín de Echauz y Velasco                           |                                                                                 |                                                                                 | Jerónimo Ayanz de Navarra y Garro I Conde de Guenduláin                         | Jerónimo Ayanz de Navarra y Garro I Conde de Guenduláin                         | Jerónimo Ayanz de Navarra y Garro I Conde de Guenduláin                         | Jerónimo Ayanz de Navarra y Garro I Conde de Guenduláin                         | Jerónimo Ayanz de Navarra y Garro I Conde de Guenduláin                                   | Jerónimo Ayanz de Navarra y Garro I Conde de Guenduláin         |  |  | Isabella de Savoia Princesa de Saboya                                | Isabella de Savoia Princesa de Saboya                                | Isabella de Savoia Princesa de Saboya                                | Isabella de Savoia Princesa de Saboya                                | Isabella de Savoia Princesa de Saboya                                | Isabella de Savoia Princesa de Saboya                                |                                                                   |                                                                   | Gaspar Alonso Pérez de Guzmán IX Duque de Medina Sidonia               | Gaspar Alonso Pérez de Guzmán IX Duque de Medina Sidonia               | Gaspar Alonso Pérez de Guzmán IX Duque de Medina Sidonia               | Gaspar Alonso Pérez de Guzmán IX Duque de Medina Sidonia               | Gaspar Alonso Pérez de Guzmán IX Duque de Medina Sidonia               | Gaspar Alonso Pérez de Guzmán IX Duque de Medina Sidonia               |                                                                            |                                                                            | Juan Téllez-Girón y Enríquez de Ribera IV Duque de Osuna                   | Juan Téllez-Girón y Enríquez de Ribera IV Duque de Osuna                   | Juan Téllez-Girón y Enríquez de Ribera IV Duque de Osuna                   | Juan Téllez-Girón y Enríquez de Ribera IV Duque de Osuna                   | Juan Téllez-Girón y Enríquez de Ribera IV Duque de Osuna                   | Juan Téllez-Girón y Enríquez de Ribera IV Duque de Osuna                   |  |  |  |  |  |  |  |  |  |  |  |  |  |  |  |  |  |  |  |  |  |  |  |  |  |  |  |  |
|  |  | Teresa de Echauz y Vera                              | Teresa de Echauz y Vera                              | Teresa de Echauz y Vera                              | Teresa de Echauz y Vera                              | Teresa de Echauz y Vera                              | Teresa de Echauz y Vera                              |                                                                                 |                                                                                 | Josefa Ayanz de Navarra y Berrio II Condesa de Guenduláin                       | Josefa Ayanz de Navarra y Berrio II Condesa de Guenduláin                       | Josefa Ayanz de Navarra y Berrio II Condesa de Guenduláin                       | Josefa Ayanz de Navarra y Berrio II Condesa de Guenduláin                       | Josefa Ayanz de Navarra y Berrio II Condesa de Guenduláin                                 | Josefa Ayanz de Navarra y Berrio II Condesa de Guenduláin       |  |  | Anna Beatriz d'Este Princesa de Módena                               | Anna Beatriz d'Este Princesa de Módena                               | Anna Beatriz d'Este Princesa de Módena                               | Anna Beatriz d'Este Princesa de Módena                               | Anna Beatriz d'Este Princesa de Módena                               | Anna Beatriz d'Este Princesa de Módena                               |                                                                   |                                                                   | Juan Alonso Pérez de Guzmán XI Duque de Medina Sidonia                 | Juan Alonso Pérez de Guzmán XI Duque de Medina Sidonia                 | Juan Alonso Pérez de Guzmán XI Duque de Medina Sidonia                 | Juan Alonso Pérez de Guzmán XI Duque de Medina Sidonia                 | Juan Alonso Pérez de Guzmán XI Duque de Medina Sidonia                 | Juan Alonso Pérez de Guzmán XI Duque de Medina Sidonia                 |                                                                            |                                                                            | Gaspar Téllez-Girón y Sandoval V Duque de Osuna                            | Gaspar Téllez-Girón y Sandoval V Duque de Osuna                            | Gaspar Téllez-Girón y Sandoval V Duque de Osuna                            | Gaspar Téllez-Girón y Sandoval V Duque de Osuna                            | Gaspar Téllez-Girón y Sandoval V Duque de Osuna                            | Gaspar Téllez-Girón y Sandoval V Duque de Osuna                            |  |  |  |  |  |  |  |  |  |  |  |  |  |  |  |  |  |  |  |  |  |  |  |  |  |  |  |  |
|  |  | Teresa de Echauz y Vera                              | Teresa de Echauz y Vera                              | Teresa de Echauz y Vera                              | Teresa de Echauz y Vera                              | Teresa de Echauz y Vera                              | Teresa de Echauz y Vera                              |                                                                                 |                                                                                 | Josefa Ayanz de Navarra y Berrio II Condesa de Guenduláin                       | Josefa Ayanz de Navarra y Berrio II Condesa de Guenduláin                       | Josefa Ayanz de Navarra y Berrio II Condesa de Guenduláin                       | Josefa Ayanz de Navarra y Berrio II Condesa de Guenduláin                       | Josefa Ayanz de Navarra y Berrio II Condesa de Guenduláin                                 | Josefa Ayanz de Navarra y Berrio II Condesa de Guenduláin       |  |  | Anna Beatriz d'Este Princesa de Módena                               | Anna Beatriz d'Este Princesa de Módena                               | Anna Beatriz d'Este Princesa de Módena                               | Anna Beatriz d'Este Princesa de Módena                               | Anna Beatriz d'Este Princesa de Módena                               | Anna Beatriz d'Este Princesa de Módena                               |                                                                   |                                                                   | Juan Alonso Pérez de Guzmán XI Duque de Medina Sidonia                 | Juan Alonso Pérez de Guzmán XI Duque de Medina Sidonia                 | Juan Alonso Pérez de Guzmán XI Duque de Medina Sidonia                 | Juan Alonso Pérez de Guzmán XI Duque de Medina Sidonia                 | Juan Alonso Pérez de Guzmán XI Duque de Medina Sidonia                 | Juan Alonso Pérez de Guzmán XI Duque de Medina Sidonia                 |                                                                            |                                                                            | Gaspar Téllez-Girón y Sandoval V Duque de Osuna                            | Gaspar Téllez-Girón y Sandoval V Duque de Osuna                            | Gaspar Téllez-Girón y Sandoval V Duque de Osuna                            | Gaspar Téllez-Girón y Sandoval V Duque de Osuna                            | Gaspar Téllez-Girón y Sandoval V Duque de Osuna                            | Gaspar Téllez-Girón y Sandoval V Duque de Osuna                            |  |  |  |  |  |  |  |  |  |  |  |  |  |  |  |  |  |  |  |  |  |  |  |  |  |  |  |  |
|  |  | Maria Catalina Álvarez de Arellano y Echauz          | Maria Catalina Álvarez de Arellano y Echauz          | Maria Catalina Álvarez de Arellano y Echauz          | Maria Catalina Álvarez de Arellano y Echauz          | Maria Catalina Álvarez de Arellano y Echauz          | Maria Catalina Álvarez de Arellano y Echauz          |                                                                                 |                                                                                 | Luis Carlos Arbizu y Ayanz de Navarra III Conde de Guenduláin                   | Luis Carlos Arbizu y Ayanz de Navarra III Conde de Guenduláin                   | Luis Carlos Arbizu y Ayanz de Navarra III Conde de Guenduláin                   | Luis Carlos Arbizu y Ayanz de Navarra III Conde de Guenduláin                   | Luis Carlos Arbizu y Ayanz de Navarra III Conde de Guenduláin                             | Luis Carlos Arbizu y Ayanz de Navarra III Conde de Guenduláin   |  |  | Laura Pico della Mirandola Princesa de Castiglione                   | Laura Pico della Mirandola Princesa de Castiglione                   | Laura Pico della Mirandola Princesa de Castiglione                   | Laura Pico della Mirandola Princesa de Castiglione                   | Laura Pico della Mirandola Princesa de Castiglione                   | Laura Pico della Mirandola Princesa de Castiglione                   |                                                                   |                                                                   | Manuel Alonso Pérez de Guzmán XII Duque de Medina Sidonia              | Manuel Alonso Pérez de Guzmán XII Duque de Medina Sidonia              | Manuel Alonso Pérez de Guzmán XII Duque de Medina Sidonia              | Manuel Alonso Pérez de Guzmán XII Duque de Medina Sidonia              | Manuel Alonso Pérez de Guzmán XII Duque de Medina Sidonia              | Manuel Alonso Pérez de Guzmán XII Duque de Medina Sidonia              |                                                                            |                                                                            | José María Téllez-Girón y Benavides VII Duque de Osuna                     | José María Téllez-Girón y Benavides VII Duque de Osuna                     | José María Téllez-Girón y Benavides VII Duque de Osuna                     | José María Téllez-Girón y Benavides VII Duque de Osuna                     | José María Téllez-Girón y Benavides VII Duque de Osuna                     | José María Téllez-Girón y Benavides VII Duque de Osuna                     |  |  |  |  |  |  |  |  |  |  |  |  |  |  |  |  |  |  |  |  |  |  |  |  |  |  |  |  |
|  |  | Maria Catalina Álvarez de Arellano y Echauz          | Maria Catalina Álvarez de Arellano y Echauz          | Maria Catalina Álvarez de Arellano y Echauz          | Maria Catalina Álvarez de Arellano y Echauz          | Maria Catalina Álvarez de Arellano y Echauz          | Maria Catalina Álvarez de Arellano y Echauz          |                                                                                 |                                                                                 | Luis Carlos Arbizu y Ayanz de Navarra III Conde de Guenduláin                   | Luis Carlos Arbizu y Ayanz de Navarra III Conde de Guenduláin                   | Luis Carlos Arbizu y Ayanz de Navarra III Conde de Guenduláin                   | Luis Carlos Arbizu y Ayanz de Navarra III Conde de Guenduláin                   | Luis Carlos Arbizu y Ayanz de Navarra III Conde de Guenduláin                             | Luis Carlos Arbizu y Ayanz de Navarra III Conde de Guenduláin   |  |  | Laura Pico della Mirandola Princesa de Castiglione                   | Laura Pico della Mirandola Princesa de Castiglione                   | Laura Pico della Mirandola Princesa de Castiglione                   | Laura Pico della Mirandola Princesa de Castiglione                   | Laura Pico della Mirandola Princesa de Castiglione                   | Laura Pico della Mirandola Princesa de Castiglione                   |                                                                   |                                                                   | Manuel Alonso Pérez de Guzmán XII Duque de Medina Sidonia              | Manuel Alonso Pérez de Guzmán XII Duque de Medina Sidonia              | Manuel Alonso Pérez de Guzmán XII Duque de Medina Sidonia              | Manuel Alonso Pérez de Guzmán XII Duque de Medina Sidonia              | Manuel Alonso Pérez de Guzmán XII Duque de Medina Sidonia              | Manuel Alonso Pérez de Guzmán XII Duque de Medina Sidonia              |                                                                            |                                                                            | José María Téllez-Girón y Benavides VII Duque de Osuna                     | José María Téllez-Girón y Benavides VII Duque de Osuna                     | José María Téllez-Girón y Benavides VII Duque de Osuna                     | José María Téllez-Girón y Benavides VII Duque de Osuna                     | José María Téllez-Girón y Benavides VII Duque de Osuna                     | José María Téllez-Girón y Benavides VII Duque de Osuna                     |  |  |  |  |  |  |  |  |  |  |  |  |  |  |  |  |  |  |  |  |  |  |  |  |  |  |  |  |
|  |  | María Teresa Jiménez de Loyola y Álvarez de Arellano | María Teresa Jiménez de Loyola y Álvarez de Arellano | María Teresa Jiménez de Loyola y Álvarez de Arellano | María Teresa Jiménez de Loyola y Álvarez de Arellano | María Teresa Jiménez de Loyola y Álvarez de Arellano | María Teresa Jiménez de Loyola y Álvarez de Arellano |                                                                                 |                                                                                 | María Lorenza Arbizu y Lodosa Redi Marquesa de Montehermoso                     | María Lorenza Arbizu y Lodosa Redi Marquesa de Montehermoso                     | María Lorenza Arbizu y Lodosa Redi Marquesa de Montehermoso                     | María Lorenza Arbizu y Lodosa Redi Marquesa de Montehermoso                     | María Lorenza Arbizu y Lodosa Redi Marquesa de Montehermoso                               | María Lorenza Arbizu y Lodosa Redi Marquesa de Montehermoso     |  |  | Francesco Gonzaga I Duque de Solferino                               | Francesco Gonzaga I Duque de Solferino                               | Francesco Gonzaga I Duque de Solferino                               | Francesco Gonzaga I Duque de Solferino                               | Francesco Gonzaga I Duque de Solferino                               | Francesco Gonzaga I Duque de Solferino                               |                                                                   |                                                                   | Juana Pérez de Guzmán Marquesa de Villafranca del Bierzo               | Juana Pérez de Guzmán Marquesa de Villafranca del Bierzo               | Juana Pérez de Guzmán Marquesa de Villafranca del Bierzo               | Juana Pérez de Guzmán Marquesa de Villafranca del Bierzo               | Juana Pérez de Guzmán Marquesa de Villafranca del Bierzo               | Juana Pérez de Guzmán Marquesa de Villafranca del Bierzo               |                                                                            |                                                                            | Pedro Zoilo Téllez-Girón y Pérez de Guzmán VIII Duque de Osuna             | Pedro Zoilo Téllez-Girón y Pérez de Guzmán VIII Duque de Osuna             | Pedro Zoilo Téllez-Girón y Pérez de Guzmán VIII Duque de Osuna             | Pedro Zoilo Téllez-Girón y Pérez de Guzmán VIII Duque de Osuna             | Pedro Zoilo Téllez-Girón y Pérez de Guzmán VIII Duque de Osuna             | Pedro Zoilo Téllez-Girón y Pérez de Guzmán VIII Duque de Osuna             |  |  |  |  |  |  |  |  |  |  |  |  |  |  |  |  |  |  |  |  |  |  |  |  |  |  |  |  |
|  |  | María Teresa Jiménez de Loyola y Álvarez de Arellano | María Teresa Jiménez de Loyola y Álvarez de Arellano | María Teresa Jiménez de Loyola y Álvarez de Arellano | María Teresa Jiménez de Loyola y Álvarez de Arellano | María Teresa Jiménez de Loyola y Álvarez de Arellano | María Teresa Jiménez de Loyola y Álvarez de Arellano |                                                                                 |                                                                                 | María Lorenza Arbizu y Lodosa Redi Marquesa de Montehermoso                     | María Lorenza Arbizu y Lodosa Redi Marquesa de Montehermoso                     | María Lorenza Arbizu y Lodosa Redi Marquesa de Montehermoso                     | María Lorenza Arbizu y Lodosa Redi Marquesa de Montehermoso                     | María Lorenza Arbizu y Lodosa Redi Marquesa de Montehermoso                               | María Lorenza Arbizu y Lodosa Redi Marquesa de Montehermoso     |  |  | Francesco Gonzaga I Duque de Solferino                               | Francesco Gonzaga I Duque de Solferino                               | Francesco Gonzaga I Duque de Solferino                               | Francesco Gonzaga I Duque de Solferino                               | Francesco Gonzaga I Duque de Solferino                               | Francesco Gonzaga I Duque de Solferino                               |                                                                   |                                                                   | Juana Pérez de Guzmán Marquesa de Villafranca del Bierzo               | Juana Pérez de Guzmán Marquesa de Villafranca del Bierzo               | Juana Pérez de Guzmán Marquesa de Villafranca del Bierzo               | Juana Pérez de Guzmán Marquesa de Villafranca del Bierzo               | Juana Pérez de Guzmán Marquesa de Villafranca del Bierzo               | Juana Pérez de Guzmán Marquesa de Villafranca del Bierzo               |                                                                            |                                                                            | Pedro Zoilo Téllez-Girón y Pérez de Guzmán VIII Duque de Osuna             | Pedro Zoilo Téllez-Girón y Pérez de Guzmán VIII Duque de Osuna             | Pedro Zoilo Téllez-Girón y Pérez de Guzmán VIII Duque de Osuna             | Pedro Zoilo Téllez-Girón y Pérez de Guzmán VIII Duque de Osuna             | Pedro Zoilo Téllez-Girón y Pérez de Guzmán VIII Duque de Osuna             | Pedro Zoilo Téllez-Girón y Pérez de Guzmán VIII Duque de Osuna             |  |  |  |  |  |  |  |  |  |  |  |  |  |  |  |  |  |  |  |  |  |  |  |  |  |  |  |  |
|  |  | José de Acedo y Jiménez de Loyola I conde de Echauz  | José de Acedo y Jiménez de Loyola I conde de Echauz  | José de Acedo y Jiménez de Loyola I conde de Echauz  | José de Acedo y Jiménez de Loyola I conde de Echauz  | José de Acedo y Jiménez de Loyola I conde de Echauz  | José de Acedo y Jiménez de Loyola I conde de Echauz  |                                                                                 |                                                                                 | Francisco de Aguirre-Zuazo y Arbizu III Marqués de Montehermoso                 | Francisco de Aguirre-Zuazo y Arbizu III Marqués de Montehermoso                 | Francisco de Aguirre-Zuazo y Arbizu III Marqués de Montehermoso                 | Francisco de Aguirre-Zuazo y Arbizu III Marqués de Montehermoso                 | Francisco de Aguirre-Zuazo y Arbizu III Marqués de Montehermoso                           | Francisco de Aguirre-Zuazo y Arbizu III Marqués de Montehermoso |  |  | Maria Antonia Gonzaga y Caraciolo Marquesa de Villafranca del Bierzo | Maria Antonia Gonzaga y Caraciolo Marquesa de Villafranca del Bierzo | Maria Antonia Gonzaga y Caraciolo Marquesa de Villafranca del Bierzo | Maria Antonia Gonzaga y Caraciolo Marquesa de Villafranca del Bierzo | Maria Antonia Gonzaga y Caraciolo Marquesa de Villafranca del Bierzo | Maria Antonia Gonzaga y Caraciolo Marquesa de Villafranca del Bierzo |                                                                   |                                                                   | Antonio Álvarez de Toledo y Guzmán X Marqués de Villafranca del Bierzo | Antonio Álvarez de Toledo y Guzmán X Marqués de Villafranca del Bierzo | Antonio Álvarez de Toledo y Guzmán X Marqués de Villafranca del Bierzo | Antonio Álvarez de Toledo y Guzmán X Marqués de Villafranca del Bierzo | Antonio Álvarez de Toledo y Guzmán X Marqués de Villafranca del Bierzo | Antonio Álvarez de Toledo y Guzmán X Marqués de Villafranca del Bierzo |                                                                            |                                                                            | Pedro de Alcántara Téllez-Girón y Pacheco IX Duque de Osuna Duque de Arcos | Pedro de Alcántara Téllez-Girón y Pacheco IX Duque de Osuna Duque de Arcos | Pedro de Alcántara Téllez-Girón y Pacheco IX Duque de Osuna Duque de Arcos | Pedro de Alcántara Téllez-Girón y Pacheco IX Duque de Osuna Duque de Arcos | Pedro de Alcántara Téllez-Girón y Pacheco IX Duque de Osuna Duque de Arcos | Pedro de Alcántara Téllez-Girón y Pacheco IX Duque de Osuna Duque de Arcos |  |  |  |  |  |  |  |  |  |  |  |  |  |  |  |  |  |  |  |  |  |  |  |  |  |  |  |  |
|  |  | José de Acedo y Jiménez de Loyola I conde de Echauz  | José de Acedo y Jiménez de Loyola I conde de Echauz  | José de Acedo y Jiménez de Loyola I conde de Echauz  | José de Acedo y Jiménez de Loyola I conde de Echauz  | José de Acedo y Jiménez de Loyola I conde de Echauz  | José de Acedo y Jiménez de Loyola I conde de Echauz  |                                                                                 |                                                                                 | Francisco de Aguirre-Zuazo y Arbizu III Marqués de Montehermoso                 | Francisco de Aguirre-Zuazo y Arbizu III Marqués de Montehermoso                 | Francisco de Aguirre-Zuazo y Arbizu III Marqués de Montehermoso                 | Francisco de Aguirre-Zuazo y Arbizu III Marqués de Montehermoso                 | Francisco de Aguirre-Zuazo y Arbizu III Marqués de Montehermoso                           | Francisco de Aguirre-Zuazo y Arbizu III Marqués de Montehermoso |  |  | Maria Antonia Gonzaga y Caraciolo Marquesa de Villafranca del Bierzo | Maria Antonia Gonzaga y Caraciolo Marquesa de Villafranca del Bierzo | Maria Antonia Gonzaga y Caraciolo Marquesa de Villafranca del Bierzo | Maria Antonia Gonzaga y Caraciolo Marquesa de Villafranca del Bierzo | Maria Antonia Gonzaga y Caraciolo Marquesa de Villafranca del Bierzo | Maria Antonia Gonzaga y Caraciolo Marquesa de Villafranca del Bierzo |                                                                   |                                                                   | Antonio Álvarez de Toledo y Guzmán X Marqués de Villafranca del Bierzo | Antonio Álvarez de Toledo y Guzmán X Marqués de Villafranca del Bierzo | Antonio Álvarez de Toledo y Guzmán X Marqués de Villafranca del Bierzo | Antonio Álvarez de Toledo y Guzmán X Marqués de Villafranca del Bierzo | Antonio Álvarez de Toledo y Guzmán X Marqués de Villafranca del Bierzo | Antonio Álvarez de Toledo y Guzmán X Marqués de Villafranca del Bierzo |                                                                            |                                                                            | Pedro de Alcántara Téllez-Girón y Pacheco IX Duque de Osuna Duque de Arcos | Pedro de Alcántara Téllez-Girón y Pacheco IX Duque de Osuna Duque de Arcos | Pedro de Alcántara Téllez-Girón y Pacheco IX Duque de Osuna Duque de Arcos | Pedro de Alcántara Téllez-Girón y Pacheco IX Duque de Osuna Duque de Arcos | Pedro de Alcántara Téllez-Girón y Pacheco IX Duque de Osuna Duque de Arcos | Pedro de Alcántara Téllez-Girón y Pacheco IX Duque de Osuna Duque de Arcos |  |  |  |  |  |  |  |  |  |  |  |  |  |  |  |  |  |  |  |  |  |  |  |  |  |  |  |  |
|  |  |                                                      |                                                      |                                                      |                                                      |                                                      |                                                      |                                                                                 |                                                                                 |                                                                                 |                                                                                 |                                                                                 |                                                                                 |                                                                                           |                                                                 |  |  |                                                                      |                                                                      |                                                                      |                                                                      |                                                                      |                                                                      |                                                                   |                                                                   |                                                                        |                                                                        |                                                                        |                                                                        |                                                                        |                                                                        |                                                                            |                                                                            |                                                                            |                                                                            |                                                                            |                                                                            |                                                                            |                                                                            |  |  |  |  |  |  |  |  |  |  |  |  |  |  |  |  |  |  |  |  |  |  |  |  |  |  |  |  |
|  |  | José María de Acedo y Atodo II Conde de Echauz       | José María de Acedo y Atodo II Conde de Echauz       | José María de Acedo y Atodo II Conde de Echauz       | José María de Acedo y Atodo II Conde de Echauz       | José María de Acedo y Atodo II Conde de Echauz       | José María de Acedo y Atodo II Conde de Echauz       |                                                                                 |                                                                                 | José María de Aguirre-Zuazo y Ortés V Marqués de Montehermoso                   | José María de Aguirre-Zuazo y Ortés V Marqués de Montehermoso                   | José María de Aguirre-Zuazo y Ortés V Marqués de Montehermoso                   | José María de Aguirre-Zuazo y Ortés V Marqués de Montehermoso                   | José María de Aguirre-Zuazo y Ortés V Marqués de Montehermoso                             | José María de Aguirre-Zuazo y Ortés V Marqués de Montehermoso   |  |  |                                                                      |                                                                      | Francisco Álvarez de Toledo y Gonzaga XVI Duque de Medina Sidonia    | Francisco Álvarez de Toledo y Gonzaga XVI Duque de Medina Sidonia    | Francisco Álvarez de Toledo y Gonzaga XVI Duque de Medina Sidonia    | Francisco Álvarez de Toledo y Gonzaga XVI Duque de Medina Sidonia    | Francisco Álvarez de Toledo y Gonzaga XVI Duque de Medina Sidonia | Francisco Álvarez de Toledo y Gonzaga XVI Duque de Medina Sidonia |                                                                        |                                                                        |                                                                        |                                                                        |                                                                        |                                                                        | Joaquina Téllez-Girón y Pimentel I Condesa de Osilo Marquesa de Santa Cruz | Joaquina Téllez-Girón y Pimentel I Condesa de Osilo Marquesa de Santa Cruz | Joaquina Téllez-Girón y Pimentel I Condesa de Osilo Marquesa de Santa Cruz | Joaquina Téllez-Girón y Pimentel I Condesa de Osilo Marquesa de Santa Cruz | Joaquina Téllez-Girón y Pimentel I Condesa de Osilo Marquesa de Santa Cruz | Joaquina Téllez-Girón y Pimentel I Condesa de Osilo Marquesa de Santa Cruz |                                                                            |                                                                            |  |  |  |  |  |  |  |  |  |  |  |  |  |  |  |  |  |  |  |  |  |  |  |  |  |  |  |  |
|  |  | José María de Acedo y Atodo II Conde de Echauz       | José María de Acedo y Atodo II Conde de Echauz       | José María de Acedo y Atodo II Conde de Echauz       | José María de Acedo y Atodo II Conde de Echauz       | José María de Acedo y Atodo II Conde de Echauz       | José María de Acedo y Atodo II Conde de Echauz       |                                                                                 |                                                                                 | José María de Aguirre-Zuazo y Ortés V Marqués de Montehermoso                   | José María de Aguirre-Zuazo y Ortés V Marqués de Montehermoso                   | José María de Aguirre-Zuazo y Ortés V Marqués de Montehermoso                   | José María de Aguirre-Zuazo y Ortés V Marqués de Montehermoso                   | José María de Aguirre-Zuazo y Ortés V Marqués de Montehermoso                             | José María de Aguirre-Zuazo y Ortés V Marqués de Montehermoso   |  |  |                                                                      |                                                                      | Francisco Álvarez de Toledo y Gonzaga XVI Duque de Medina Sidonia    | Francisco Álvarez de Toledo y Gonzaga XVI Duque de Medina Sidonia    | Francisco Álvarez de Toledo y Gonzaga XVI Duque de Medina Sidonia    | Francisco Álvarez de Toledo y Gonzaga XVI Duque de Medina Sidonia    | Francisco Álvarez de Toledo y Gonzaga XVI Duque de Medina Sidonia | Francisco Álvarez de Toledo y Gonzaga XVI Duque de Medina Sidonia |                                                                        |                                                                        |                                                                        |                                                                        |                                                                        |                                                                        | Joaquina Téllez-Girón y Pimentel I Condesa de Osilo Marquesa de Santa Cruz | Joaquina Téllez-Girón y Pimentel I Condesa de Osilo Marquesa de Santa Cruz | Joaquina Téllez-Girón y Pimentel I Condesa de Osilo Marquesa de Santa Cruz | Joaquina Téllez-Girón y Pimentel I Condesa de Osilo Marquesa de Santa Cruz | Joaquina Téllez-Girón y Pimentel I Condesa de Osilo Marquesa de Santa Cruz | Joaquina Téllez-Girón y Pimentel I Condesa de Osilo Marquesa de Santa Cruz |                                                                            |                                                                            |  |  |  |  |  |  |  |  |  |  |  |  |  |  |  |  |  |  |  |  |  |  |  |  |  |  |  |  |
|  |  | María del Pilar Acedo y Sarriá III Condesa de Echauz | María del Pilar Acedo y Sarriá III Condesa de Echauz | María del Pilar Acedo y Sarriá III Condesa de Echauz | María del Pilar Acedo y Sarriá III Condesa de Echauz | María del Pilar Acedo y Sarriá III Condesa de Echauz | María del Pilar Acedo y Sarriá III Condesa de Echauz |                                                                                 |                                                                                 | Ortuño de Aguirre-Zuazo y del Corral VI Marqués de Montehermoso                 | Ortuño de Aguirre-Zuazo y del Corral VI Marqués de Montehermoso                 | Ortuño de Aguirre-Zuazo y del Corral VI Marqués de Montehermoso                 | Ortuño de Aguirre-Zuazo y del Corral VI Marqués de Montehermoso                 | Ortuño de Aguirre-Zuazo y del Corral VI Marqués de Montehermoso                           | Ortuño de Aguirre-Zuazo y del Corral VI Marqués de Montehermoso |  |  |                                                                      |                                                                      | Pedro Álvarez de Toledo XVII Duque de Medina Sidonia                 | Pedro Álvarez de Toledo XVII Duque de Medina Sidonia                 | Pedro Álvarez de Toledo XVII Duque de Medina Sidonia                 | Pedro Álvarez de Toledo XVII Duque de Medina Sidonia                 | Pedro Álvarez de Toledo XVII Duque de Medina Sidonia              | Pedro Álvarez de Toledo XVII Duque de Medina Sidonia              |                                                                        |                                                                        | María Joaquina de Silva y Téllez-Girón Duquesa de Medina Sidonia       | María Joaquina de Silva y Téllez-Girón Duquesa de Medina Sidonia       | María Joaquina de Silva y Téllez-Girón Duquesa de Medina Sidonia       | María Joaquina de Silva y Téllez-Girón Duquesa de Medina Sidonia       | María Joaquina de Silva y Téllez-Girón Duquesa de Medina Sidonia           | María Joaquina de Silva y Téllez-Girón Duquesa de Medina Sidonia           |                                                                            |                                                                            |                                                                            |                                                                            |                                                                            |                                                                            |  |  |  |  |  |  |  |  |  |  |  |  |  |  |  |  |  |  |  |  |  |  |  |  |  |  |  |  |
|  |  | María del Pilar Acedo y Sarriá III Condesa de Echauz | María del Pilar Acedo y Sarriá III Condesa de Echauz | María del Pilar Acedo y Sarriá III Condesa de Echauz | María del Pilar Acedo y Sarriá III Condesa de Echauz | María del Pilar Acedo y Sarriá III Condesa de Echauz | María del Pilar Acedo y Sarriá III Condesa de Echauz |                                                                                 |                                                                                 | Ortuño de Aguirre-Zuazo y del Corral VI Marqués de Montehermoso                 | Ortuño de Aguirre-Zuazo y del Corral VI Marqués de Montehermoso                 | Ortuño de Aguirre-Zuazo y del Corral VI Marqués de Montehermoso                 | Ortuño de Aguirre-Zuazo y del Corral VI Marqués de Montehermoso                 | Ortuño de Aguirre-Zuazo y del Corral VI Marqués de Montehermoso                           | Ortuño de Aguirre-Zuazo y del Corral VI Marqués de Montehermoso |  |  |                                                                      |                                                                      | Pedro Álvarez de Toledo XVII Duque de Medina Sidonia                 | Pedro Álvarez de Toledo XVII Duque de Medina Sidonia                 | Pedro Álvarez de Toledo XVII Duque de Medina Sidonia                 | Pedro Álvarez de Toledo XVII Duque de Medina Sidonia                 | Pedro Álvarez de Toledo XVII Duque de Medina Sidonia              | Pedro Álvarez de Toledo XVII Duque de Medina Sidonia              |                                                                        |                                                                        | María Joaquina de Silva y Téllez-Girón Duquesa de Medina Sidonia       | María Joaquina de Silva y Téllez-Girón Duquesa de Medina Sidonia       | María Joaquina de Silva y Téllez-Girón Duquesa de Medina Sidonia       | María Joaquina de Silva y Téllez-Girón Duquesa de Medina Sidonia       | María Joaquina de Silva y Téllez-Girón Duquesa de Medina Sidonia           | María Joaquina de Silva y Téllez-Girón Duquesa de Medina Sidonia           |                                                                            |                                                                            |                                                                            |                                                                            |                                                                            |                                                                            |  |  |  |  |  |  |  |  |  |  |  |  |  |  |  |  |  |  |  |  |  |  |  |  |  |  |  |  |
|  |  |                                                      |                                                      |                                                      |                                                      |                                                      |                                                      |                                                                                 |                                                                                 |                                                                                 |                                                                                 |                                                                                 |                                                                                 |                                                                                           |                                                                 |  |  |                                                                      |                                                                      |                                                                      |                                                                      |                                                                      |                                                                      |                                                                   |                                                                   |                                                                        |                                                                        |                                                                        |                                                                        |                                                                        |                                                                        |                                                                            |                                                                            |                                                                            |                                                                            |                                                                            |                                                                            |                                                                            |                                                                            |  |  |  |  |  |  |  |  |  |  |  |  |  |  |  |  |  |  |  |  |  |  |  |  |  |  |  |  |
|  |  |                                                      |                                                      |                                                      |                                                      |                                                      |                                                      | María Amalia de Aguirre-Zuazo y Acedo IV Condesa de Echauz                      | María Amalia de Aguirre-Zuazo y Acedo IV Condesa de Echauz                      | María Amalia de Aguirre-Zuazo y Acedo IV Condesa de Echauz                      | María Amalia de Aguirre-Zuazo y Acedo IV Condesa de Echauz                      | María Amalia de Aguirre-Zuazo y Acedo IV Condesa de Echauz                      | María Amalia de Aguirre-Zuazo y Acedo IV Condesa de Echauz                      |                                                                                           |                                                                 |  |  |                                                                      |                                                                      |                                                                      |                                                                      | José Álvarez de Toledo y Silva XVIII Duque de Medina Sidonia         | José Álvarez de Toledo y Silva XVIII Duque de Medina Sidonia         | José Álvarez de Toledo y Silva XVIII Duque de Medina Sidonia      | José Álvarez de Toledo y Silva XVIII Duque de Medina Sidonia      | José Álvarez de Toledo y Silva XVIII Duque de Medina Sidonia           | José Álvarez de Toledo y Silva XVIII Duque de Medina Sidonia           |                                                                        |                                                                        |                                                                        |                                                                        |                                                                            |                                                                            |                                                                            |                                                                            |                                                                            |                                                                            |                                                                            |                                                                            |  |  |  |  |  |  |  |  |  |  |  |  |  |  |  |  |  |  |  |  |  |  |  |  |  |  |  |  |
|  |  |                                                      |                                                      |                                                      |                                                      |                                                      |                                                      | María Amalia de Aguirre-Zuazo y Acedo IV Condesa de Echauz                      | María Amalia de Aguirre-Zuazo y Acedo IV Condesa de Echauz                      | María Amalia de Aguirre-Zuazo y Acedo IV Condesa de Echauz                      | María Amalia de Aguirre-Zuazo y Acedo IV Condesa de Echauz                      | María Amalia de Aguirre-Zuazo y Acedo IV Condesa de Echauz                      | María Amalia de Aguirre-Zuazo y Acedo IV Condesa de Echauz                      |                                                                                           |                                                                 |  |  |                                                                      |                                                                      |                                                                      |                                                                      | José Álvarez de Toledo y Silva XVIII Duque de Medina Sidonia         | José Álvarez de Toledo y Silva XVIII Duque de Medina Sidonia         | José Álvarez de Toledo y Silva XVIII Duque de Medina Sidonia      | José Álvarez de Toledo y Silva XVIII Duque de Medina Sidonia      | José Álvarez de Toledo y Silva XVIII Duque de Medina Sidonia           | José Álvarez de Toledo y Silva XVIII Duque de Medina Sidonia           |                                                                        |                                                                        |                                                                        |                                                                        |                                                                            |                                                                            |                                                                            |                                                                            |                                                                            |                                                                            |                                                                            |                                                                            |  |  |  |  |  |  |  |  |  |  |  |  |  |  |  |  |  |  |  |  |  |  |  |  |  |  |  |  |
|  |  |                                                      |                                                      |                                                      |                                                      |                                                      |                                                      | José María de Ezpeleta y Samaniego IV Duque de Castro-Terreño V conde de Echauz | José María de Ezpeleta y Samaniego IV Duque de Castro-Terreño V conde de Echauz | José María de Ezpeleta y Samaniego IV Duque de Castro-Terreño V conde de Echauz | José María de Ezpeleta y Samaniego IV Duque de Castro-Terreño V conde de Echauz | José María de Ezpeleta y Samaniego IV Duque de Castro-Terreño V conde de Echauz | José María de Ezpeleta y Samaniego IV Duque de Castro-Terreño V conde de Echauz |                                                                                           |                                                                 |  |  |                                                                      |                                                                      | María Álvarez de Toledo y Caro XXII Condesa de Adernò                | María Álvarez de Toledo y Caro XXII Condesa de Adernò                | María Álvarez de Toledo y Caro XXII Condesa de Adernò                | María Álvarez de Toledo y Caro XXII Condesa de Adernò                | María Álvarez de Toledo y Caro XXII Condesa de Adernò             | María Álvarez de Toledo y Caro XXII Condesa de Adernò             |                                                                        |                                                                        |                                                                        |                                                                        |                                                                        |                                                                        |                                                                            |                                                                            |                                                                            |                                                                            |                                                                            |                                                                            |                                                                            |                                                                            |  |  |  |  |  |  |  |  |  |  |  |  |  |  |  |  |  |  |  |  |  |  |  |  |  |  |  |  |
|  |  |                                                      |                                                      |                                                      |                                                      |                                                      |                                                      | José María de Ezpeleta y Samaniego IV Duque de Castro-Terreño V conde de Echauz | José María de Ezpeleta y Samaniego IV Duque de Castro-Terreño V conde de Echauz | José María de Ezpeleta y Samaniego IV Duque de Castro-Terreño V conde de Echauz | José María de Ezpeleta y Samaniego IV Duque de Castro-Terreño V conde de Echauz | José María de Ezpeleta y Samaniego IV Duque de Castro-Terreño V conde de Echauz | José María de Ezpeleta y Samaniego IV Duque de Castro-Terreño V conde de Echauz |                                                                                           |                                                                 |  |  |                                                                      |                                                                      | María Álvarez de Toledo y Caro XXII Condesa de Adernò                | María Álvarez de Toledo y Caro XXII Condesa de Adernò                | María Álvarez de Toledo y Caro XXII Condesa de Adernò                | María Álvarez de Toledo y Caro XXII Condesa de Adernò                | María Álvarez de Toledo y Caro XXII Condesa de Adernò             | María Álvarez de Toledo y Caro XXII Condesa de Adernò             |                                                                        |                                                                        |                                                                        |                                                                        |                                                                        |                                                                        |                                                                            |                                                                            |                                                                            |                                                                            |                                                                            |                                                                            |                                                                            |                                                                            |  |  |  |  |  |  |  |  |  |  |  |  |  |  |  |  |  |  |  |  |  |  |  |  |  |  |  |  |
|  |  |                                                      |                                                      |                                                      |                                                      |                                                      |                                                      |                                                                                 |                                                                                 |                                                                                 |                                                                                 |                                                                                 |                                                                                 |                                                                                           |                                                                 |  |  |                                                                      |                                                                      |                                                                      |                                                                      |                                                                      |                                                                      |                                                                   |                                                                   |                                                                        |                                                                        |                                                                        |                                                                        |                                                                        |                                                                        |                                                                            |                                                                            |                                                                            |                                                                            |                                                                            |                                                                            |                                                                            |                                                                            |  |  |  |  |  |  |  |  |  |  |  |  |  |  |  |  |  |  |  |  |  |  |  |  |  |  |  |  |
|  |  |                                                      |                                                      |                                                      |                                                      |                                                      |                                                      |                                                                                 |                                                                                 |                                                                                 |                                                                                 |                                                                                 |                                                                                 | María de Ezpeleta y Álvarez de Toledo V Duquesa de Castro-Terreño VI Condesa de Echauz    |                                                                 |  |  |                                                                      |                                                                      |                                                                      |                                                                      |                                                                      |                                                                      |                                                                   |                                                                   |                                                                        |                                                                        |                                                                        |                                                                        |                                                                        |                                                                        |                                                                            |                                                                            |                                                                            |                                                                            |                                                                            |                                                                            |                                                                            |                                                                            |  |  |  |  |  |  |  |  |  |  |  |  |  |  |  |  |  |  |  |  |  |  |  |  |  |  |  |  |
|  |  |                                                      |                                                      |                                                      |                                                      |                                                      |                                                      |                                                                                 |                                                                                 |                                                                                 |                                                                                 |                                                                                 |                                                                                 |                                                                                           |                                                                 |  |  |                                                                      |                                                                      |                                                                      |                                                                      |                                                                      |                                                                      |                                                                   |                                                                   |                                                                        |                                                                        |                                                                        |                                                                        |                                                                        |                                                                        |                                                                            |                                                                            |                                                                            |                                                                            |                                                                            |                                                                            |                                                                            |                                                                            |  |  |  |  |  |  |  |  |  |  |  |  |  |  |  |  |  |  |  |  |  |  |  |  |  |  |  |  |
|  |  |                                                      |                                                      |                                                      |                                                      |                                                      |                                                      |                                                                                 |                                                                                 |                                                                                 |                                                                                 |                                                                                 |                                                                                 | Blanca de Villar-Villamil y Ezpeleta VII Duquesa de Castro-Terreño VIII Condesa de Echauz |                                                                 |  |  |                                                                      |                                                                      |                                                                      |                                                                      |                                                                      |                                                                      |                                                                   |                                                                   |                                                                        |                                                                        |                                                                        |                                                                        |                                                                        |                                                                        |                                                                            |                                                                            |                                                                            |                                                                            |                                                                            |                                                                            |                                                                            |                                                                            |  |  |  |  |  |  |  |  |  |  |  |  |  |  |  |  |  |  |  |  |  |  |  |  |  |  |  |  |
|  |  |                                                      |                                                      |                                                      |                                                      |                                                      |                                                      |                                                                                 |                                                                                 |                                                                                 |                                                                                 |                                                                                 |                                                                                 |                                                                                           |                                                                 |  |  |                                                                      |                                                                      |                                                                      |                                                                      |                                                                      |                                                                      |                                                                   |                                                                   |                                                                        |                                                                        |                                                                        |                                                                        |                                                                        |                                                                        |                                                                            |                                                                            |                                                                            |                                                                            |                                                                            |                                                                            |                                                                            |                                                                            |  |  |  |  |  |  |  |  |  |  |  |  |  |  |  |  |  |  |  |  |  |  |  |  |  |  |  |  |
|  |  |                                                      |                                                      |                                                      |                                                      |                                                      |                                                      |                                                                                 |                                                                                 |                                                                                 |                                                                                 |                                                                                 |                                                                                 | Blanca Sánchez-Navarro y Villar-Villamil                                                  |                                                                 |  |  |                                                                      |                                                                      |                                                                      |                                                                      |                                                                      |                                                                      |                                                                   |                                                                   |                                                                        |                                                                        |                                                                        |                                                                        |                                                                        |                                                                        |                                                                            |                                                                            |                                                                            |                                                                            |                                                                            |                                                                            |                                                                            |                                                                            |  |  |  |  |  |  |  |  |  |  |  |  |  |  |  |  |  |  |  |  |  |  |  |  |  |  |  |  |
|  |  |                                                      |                                                      |                                                      |                                                      |                                                      |                                                      |                                                                                 |                                                                                 |                                                                                 |                                                                                 |                                                                                 |                                                                                 |                                                                                           |                                                                 |  |  |                                                                      |                                                                      |                                                                      |                                                                      |                                                                      |                                                                      |                                                                   |                                                                   |                                                                        |                                                                        |                                                                        |                                                                        |                                                                        |                                                                        |                                                                            |                                                                            |                                                                            |                                                                            |                                                                            |                                                                            |                                                                            |                                                                            |  |  |  |  |  |  |  |  |  |  |  |  |  |  |  |  |  |  |  |  |  |  |  |  |  |  |  |  |
|  |  |                                                      |                                                      |                                                      |                                                      |                                                      |                                                      |                                                                                 |                                                                                 |                                                                                 |                                                                                 |                                                                                 |                                                                                 | Alfonso Cervantes Sánchez-Navarro X Conde de Echauz                                       |                                                                 |  |  |                                                                      |                                                                      |                                                                      |                                                                      |                                                                      |                                                                      |                                                                   |                                                                   |                                                                        |                                                                        |                                                                        |                                                                        |                                                                        |                                                                        |                                                                            |                                                                            |                                                                            |                                                                            |                                                                            |                                                                            |                                                                            |                                                                            |  |  |  |  |  |  |  |  |  |  |  |  |  |  |  |  |  |  |  |  |  |  |  |  |  |  |  |  |